# 遠山の金さん (高橋英樹)
『遠山の金さん』（とおやまのきんさん）は、テレビ朝日系列にて放送された高橋英樹主演の連続テレビ時代劇。全2シリーズ計198話。第1シリーズが1982年4月8日から1985年9月19日まで毎週木曜夜8時からの1時間枠で全156話が放送され、毎週火曜夜9時からの1時間枠へ移行後の第2シリーズは『遠山の金さんII』と改題され、1985年10月15日から1986年9月16日まで全42話が放送された。

## 概要
NET → テレビ朝日系列で放送された『遠山の金さん』を主人公にした時代劇としては中村梅之助版以来5作目であり、1979年10月に杉良太郎版第2シリーズが終了して以来2年半ぶりに放送が開始された作品である。また、高橋英樹としては、1981年9月に放送が終了した人気作『桃太郎侍』（日本テレビ / 東映）以来半年ぶりに主演した連続テレビ時代劇である。4年半にわたって放送された全198話は、同系列で放送された『遠山の金さん』作品としては、1988年に放送開始した松方弘樹版に次いで2番目に多い話数であり、高橋主演の連続テレビ時代劇としても『桃太郎侍』に次いで2番目に多い話数となっている。
高橋はそれまで、前述の『桃太郎侍』をはじめ、『おらんだ左近事件帖』（フジテレビ / 東映）『ぶらり信兵衛 道場破り』（同）『十手無用 九丁堀事件帖』（日本テレビ / 東映）など、武士（とりわけ浪人）役を演じることが多かった。よって当作品のように、正体は武士であるが、江戸言葉を話す町人を演じるのは当時としては異色であった。当作品終了後に主演した連続テレビ時代劇は『三匹が斬る!』（テレビ朝日 / 東映）であり、やはり浪人役であった。
物語の特色としては殺陣が挙げられる。主演の高橋は殺陣を得意としているが、当作品では町人姿で悪人と戦うことがほとんどであるため、基本的に最初から日本刀を使った殺陣を行うことはない。そこで当作品においては、高橋が、それまでとは違う金さんの役作りをするため、好んで見ていた新体操のリボンやロープをヒントにして考え出した「手ぬぐいを使った殺陣」を披露している。これは、手ぬぐいを水で濡らし（酒や雪などを使うこともある）、片端を手に持ちもう片端を相手にぶつけることでダメージを与えたり、手ぬぐいを相手に絡めることで腕の動きを封じたり、刀などを奪ったりするというものである。その威力については、実際に敵役の俳優の頬にぶつけてみたところ、強烈に効くという感想が得られている。この「手ぬぐいを使った殺陣」で悪人たちを怯ませた後、悪人たちより刀を奪い峰打ちで気絶昏倒させ逃げられない状態になった後、筆頭与力・早田彦十郎が現場に乗り込み悪人たちを捕縛するというのが毎回の流れである。この殺陣シーンはオープニングのキャスト紹介の合間に随所に挿入されているほか、第25話以降のCM前のアイキャッチにも使用されている。杉版や松方版の金さんは戦闘時、手ぬぐいをかぶっていることが多いが、当作品では武器として使っているため頭にはかぶっていない。ただし、中盤以降は手ぬぐいを使わず、柔や当て身で悪人たちを気絶させ、そのまま刀を奪うという殺陣も見られるようになる（第78話ほか）。第50話、第73話、第114話では二刀流を披露した。
金さんとそれを取り巻くキャラクターの基本的な構図は杉版が踏襲されている。すなわち、金さんとその正体を知っている北町奉行所筆頭与力（大抵コメディアンがキャスティングされる）と密偵（多くは忍術の心得がある女性）が事件捜査を助ける。この他、正体を知らずに金さんに惚れている妙齢の女性、威張っている割に能がない南町奉行所同心とその手下の岡っ引、皆が集まる居酒屋の主人や店員、常連客などが重要な手がかりを教えたり、正体を知らないために逆に邪魔をしたりする。
オープニング映像は満開の桜の木を背景に赤い文字でタイトルが表示された後、キャストが日常生活の一場面とともに紹介され、その合間に黒を背景とした手ぬぐいなどを使った殺陣シーンが挿入されている。また二つの姿を持つ金さんと女密偵については、前者が奉行としての厳粛な場面の後、画面が反転し銭湯の暖簾の奥から遊び人姿の金さんが現れると言う演出が成され、後者は第28話から第48話までは忍び装束から木の幹を横切ると普段の姿になり、第49話から第115話までは普段着から宙を舞うと忍び装束、第116話以降はその逆に変わっているという演出がされた。これは一部キャストの入れ替えを機に全てのキャストの映像が一新されてもほぼ踏襲されている。またテーマ曲は第14話以降アレンジが変わっており、イントロ部分の変更と以前より弦楽器パートの強調が大きな変化である。初期のテーマ曲は提供テロップおよび本編では立ち回りシーンに多用された。エンディング映像は江戸町民の生活風景が中心で、第25話以降は金さんが町民と触れ合う様子も追加されている。また、第46話以降の次回予告は宮尾すすむがリポーターとしてその回のメインゲストに役柄や内容を伺うといういわば製作トピックスのような内容だった。

### 遠山の金さんII
『ニュースステーション』放送開始に伴う局の大幅な番組改編により、放送時間変更を余儀なくされた本作は、これを機に登場人物の一部入れ替えや、設定の一部変更を行った。まず、金さんたちのたまり場が、前シリーズの浪花屋及び長崎屋に代わり、お弓が新たに開業した船宿「ゆみ」になり、やはり前シリーズで駕籠かきだった虎さんと熊さんが、お弓の船宿の船頭と板前に転職した。レギュラー陣では、前シリーズからは金四郎・お弓・虎さん・熊さん・彦十郎等が残留し、新たにお蘭・青目久蔵・捨八・おちよが加入する一方、お千・お竜・猫目伝蔵・捨六・利助・おかつについては劇中において何かしらの説明がされる事なく姿を消している。その後、第11話より中尾ミエ演じる常磐津の師匠・おはんが加入するが、わずか数話のみの出演に留まった。第18話を以ておはん、第21話を以て青目・捨八が降板し、第22話より平目銀次郎・おつるが加入するなど、短期間でレギュラー陣の入れ替えが最も頻繁に起こったシリーズとなった。そして第22話から最終回に掛けて、オープニング前に本編のダイジェストを盛り込んだアバンタイトルが導入された。これはすでに『ご存知遠山の金さん』で取り入れられた手法であり、実際に取り入れられたのは同作の終了以来約11年半ぶりであった。

## 放送日時
遠山の金さん（全156話）
- 1982年4月8日 - 1985年9月19日 毎週木曜日20:00 - 20:54

遠山の金さんII（全42話）
- 1985年10月15日 - 1986年9月16日 毎週火曜日21:00 - 21:54

## スタッフ

### 遠山の金さん
- 企画：勝田康三（テレビ朝日）、渡辺洋一（東映）（第1話 - 第49話、第51話 - 第52話、第117話 - 第118話、第121話、第123話 - 第124話、第127話、第156話）※「企画」のクレジット自体は第48話まで。その後、第2シリーズ第1話より復活。
- プロデューサー：勝田康三（テレビ朝日）（第49話 - 第156話）
- プロデューサー：斉藤頼照、橋本慶一、田中憲吾（第1話 - 第49話、第137話 - 第156話）
- プロデューサー補：田中憲吾（第50話 - 第136話）
- 原作：陣出達朗
- 脚本：掛札昌裕、小川英[注 8]、四十物光男、本田英郎[注 9]、山田隆之、石川孝人[注 10]、鴨井達比古、古内一成、杉村のぼる、胡桃哲、土橋成男[注 11]、田中利世、巽治郎[注 12]、山本英明、中島信昭、尾西兼一[注 13]、飛鳥ひろし、小野竜之助、高木謙、下村優、柴英三郎、杉昌英、蔵元三四郎、尾島多訶子
- 音楽：平尾昌晃
  - 平尾によるオリジナルBGMのほか、ほとんどの回で『長谷川伸シリーズ』（NET系）や、『影同心II』（MBS・TBS系）、『江戸を斬る』（TBS系）の劇伴BGMが流用される形で使用されている。
  - 平尾は、第10話にて、小石川養生所の医師・新（あたらし）昌順役でゲスト出演している。
- 編曲：竜崎孝路（第15話から）、薗広昭
- 音楽協力：薗音楽事務所（ノンクレジット）
- 主題歌「流れのままに」（作詞：安麻呂 / 作曲：五木ひろし / 編曲：京建輔 / 唄：五木ひろし / 発売元：徳間音楽工業）
  - 五木は、第22話にゲスト出演している。
  - 第2話、第4話、第7話等、一部の回で歌い方の異なるバージョンが存在する。
  - 第15話等では、劇中に於いて2番が使用されている。
- 撮影：平山善樹、木村誠司、羽田辰治、佐賀彰、安達重雄
- 照明：花田勝磨、佐々木政一、椹木儀一
- 録音：矢部吉三、田中峯生、高井唯夫、草川石文、大角正夫、中沢光喜
- 美術：吉村晟、園田一佳、山下謙爾、角井博、下石坂成典、井川徳道、佐野義和、倉橋利韶[注 14]、小林勝美
- 助監督：曽根勇、西垣吉春、岩本光司、上杉尚祺、三村道治、内沢豊、久郷久雄、平田博志
- 編集：上野五男、鳥居勉、岩本光司
- 記録：谷野和子、藤原凪子、満尾敦子[注 15]、西野敏子、牛田二三子、原淳子、内藤幸子
- 整音：浜口十四郎
- 計測：山元豊、佐賀彰、山口鉄雄、西田圭司、宮西慶二郎
- 擬斗：土井淳之祐
- 刺青絵師：毛利清二
- 特技：宍戸大全
- 装置：中西和之、矢野昇（曽根美装）
- 装飾：極並浩史、小林伊之助、籠尾和人、中小路認、長谷川優市呂、西川由紀夫、山本重治
- 和楽：中本敏生
- 衣裳：米田稔、石倉元一
- 美粧：河田福司
- 結髪：水巻春江
- 演技事務：上ノ山敏、坂本藤男
- 制作担当：丸本晃、白浦久義、管田浩、藤井雅朗
- 広報プロデューサー：松嶋弘正（第137話 - 第156話）
- 音楽コーディネーター：田村進一朗
- 題字：デザインハウス ホワイト
- 現像：東洋現像所
- 小道具：高津商会
- かつら：山崎かつら（第35話 - 第156話）
- 制作協力：東映太秦映画村（第137話 - 第156話）、京都・大覚寺（第35話、第42話、第45話 - 第48話、第51話 - 第52話、第54話 - 第62話、第64話 - 第65話、第67話 - 第70話、第72話、第74話 - 第76話、第81話、第83話、第88話 - 第92話、第98話、第100話 - 第101話、第103話 - 第104話、第106話、第108話、第110話、第112話 - 第114話、第120話、第122話、第129話、第134話 - 第135話、第137話 - 第142話、第144話、第147話 - 第153話）
- 制作協力：アイウエオ企画
- 監督：田中徳三、山下耕作、松尾昭典、岡本静夫、井沢雅彦、倉田準二、吉川一義、宮越澄、黒田義之
- 制作[注 16]：テレビ朝日、東映

### 遠山の金さんII
- 企画：勝田康三（テレビ朝日）
- プロデューサー：斉藤頼照、田中憲吾
- 原作：陣出達朗
- 脚本：小川英、胡桃哲、本田英郎、石川孝人、土橋成男、飛鳥ひろし、高木謙、志村正浩、山田隆之、山田貴美子
- 音楽：平尾昌晃
  - 平尾によるオリジナルBGMのほか、ほとんどの回で『長谷川伸シリーズ』（NET系）や、『影同心II』（MBS・TBS系）、『江戸を斬る』（TBS系）の劇伴BGMが流用される形で使用されている。
- 編曲：竜崎孝路、薗広昭
- 音楽協力：薗音楽事務所（ノンクレジット）
- 主題歌「流れのままに」（作詞：安麻呂 / 作曲：五木ひろし / 編曲：京建輔 / 唄：五木ひろし / 発売元：徳間音楽工業）
  - 五木は、第33話にゲスト出演している。
- 撮影：平山善樹、赤塚滋、羽田辰治
- 照明：佐々木政一、花田勝磨
- 録音：矢部吉三、草川石文
- 美術：下石坂成典、鈴木孝俊、内藤昭、井川徳道、園田一佳
- 助監督：上杉尚祺、内沢豊、西垣吉春、久郷久雄
- 編集：岩本光司、上野五男
- 記録：藤原凪子、牛田二三子、谷野和子、満尾晃子[注 17]、野口多喜子
- 整音：浜口十四郎
- 計測：山口鉄雄、西田圭司、宮西慶二郎
- 擬斗：土井淳之祐（東映剣会）
- 刺青絵師：毛利清二
- 特技：宍戸大全
- 装置：中西和之（曽根美装）
- 装飾：極並浩史、籠尾和人、窪田治、長尾康久、三木雅彦
- 和楽：中本敏生
- 衣裳：石倉元一
- 美粧：河田福司
- 結髪：水巻春江
- 演技事務：坂本藤男
- 制作担当：藤井雅朗
- 広報プロデューサー：松嶋弘正
- 音楽コーディネーター：田村進一朗
- 題字：デザインハウス ホワイト
- 現像：東洋現像所（第1話 - 第11話、第13話） → IMAGICA[注 18]（第12話、第14話 - 第42話）
- 小道具：高津商会
- かつら：山崎かつら
- 制作協力：祇園ぎん寿司（第18話）、東映太秦映画村（第1話 - 第13話、第15話 - 第17話、第19話 - 第20話）、京都・大覚寺（第1話 - 第10話、第12話 - 第42話）、コシノヒロコ・三雅（第11話 - 第18話）、リステル浜名湖（第14話、第16話）、香住町観光協会（第40話）
- 制作協力：アイウエオ企画
- 監督：田中徳三、宮越澄、井沢雅彦、松尾昭典、居川靖彦、山下耕作
- 制作[注 19]：テレビ朝日、東映

## 主な登場人物とキャスト

### 遠山の金さん
- 遠山金四郎：高橋英樹

普段の顔は北町奉行・遠山左衛門尉。江戸の町では遊び人の「金さん」（もしくは金次、または金次郎）と名乗り、仲間たちに親しまれている。北町奉行所のある呉服橋から近い、主に両国から神田界隈を巡っている模様（第81話）。立ち回りでは、「てめぇらのような悪党どもがのさばっていたんじゃあこの世は地獄だ。花も桜もあったもんじゃねぇや!」と啖呵を切ると共に片肌を脱いで桜吹雪を見せ、続いて「さあ、この金さんの桜吹雪。散らせるものなら散らして見な!」と啖呵を切る。戦闘時は手ぬぐいを武器とし、飛び道具として煙管を使うこともある。お白洲では、悪党たちが金四郎に対して「確たる証拠を出せ」「金さんをここへ呼べ」等と悪態をつき始め、場が騒然としたところを一喝し、証拠の切り札として桜吹雪を披露する。その際、悪人たちは「そんな馬鹿な」と驚嘆し恐れ入るというのが毎回のパターンである。ただし、将軍暗殺を企む尾張柳生一味と対峙した際は、お白洲には引き出さず、自ら浪人に扮装し表沙汰にならぬよう一味全員を斬り捨てた（第38話）。背中の彫り物は、桜の彫り物を十八番にする彫師・辰造（彫辰）が彫ったものである（第77話）。なお、遠山家の家禄は五百石であることが言及されている（第25話）。共に学問所や剣術道場に通った旧友・伊三郎と江戸で再会を果たすが、伊三郎は勘定方で上役に罪を着せられお役御免となっていた。勘定方時代に伊三郎に罪を着せた広川が黒幕である阿片密売組織に雇われ、人斬りさえも行うようになってしまった伊三郎を説得。改心した伊三郎は罪を償うため阿片密売組織に斬り込み、金四郎を庇って凶弾に倒れた。伊三郎の娘は盲目であったが、金四郎が御典医に手術を依頼し無事成功した（第108話）。
- お千[注 26]：樹木希林（第1話 - 第27話、第30話、第34話、第37話、第41話、第44話、第137話、第142話、第144話 - 第145話、第151話 - 第152話）

大瀧一家の女親分。気の良い性格で、子分は2人しかいない。金さんを子分にしようと追いかけまわす。第44話を最後に姿を消すも、第137話で久々に登場。第48話以降途切れていたオープニングのキャスト紹介も行われた。以降は、浪花屋の利助・おかつ夫婦が出演していない回で出演することとなる。公儀巡見使殺害事件の裏に仕組まれた冤罪により、無念の死を遂げた忍の未亡人とその娘を大瀧一家で匿い面倒を看た（第137話）。百両の賞金首を狙う女賞金稼ぎ・緋ぼたんお京が大瀧一家に草鞋を脱いだ際には、任侠道とは「人の優しさ」であると説いた。その際、紅蝙蝠一味の首領・十蔵（＝お京が狙う百両首）に大瀧一家の土地家屋と縄張りを狙われ、譲り状に爪印まで押印してしまうが、金さんとお京が十蔵一味から譲り状を取り戻した（第142話）。
- お志津：あべ静江（第26話、第28話 - 第29話、第31話 - 第33話、第35話 - 第36話、第38話 - 第40話、第42話 - 第43話、第45話 - 第115話）

浅草の矢場「志津矢」の女将。父親の代から続く矢場を預かっている。金さんに好意を抱いており、時々二人で出かけたりもするが結局途中で逃げられてしまう。また、いつも金さんと一緒にいるお竜に対して激しい対抗意識を燃やすことがあった。第25話から第48話において、お千とお志津は両方ともオープニングで紹介されるが、基本的には一方しか登場しない。例外的なのは第26話で、この回はお千もお志津も出演はしているものの、同じフレームに入ったのはお志津が浪花屋に入った一瞬だけである。酒に酔うと笑い上戸もしくは泣き上戸となり金さんたちを困らせる。第115話を最後に何の説明もなく姿を消す。
- 長崎矢お弓：由紀さおり（第116話 - 第156話）

浅草の矢場「長崎矢」の女将。長崎で生まれ育ったが、どういう経緯か江戸・浅草で矢場を開いている。「和弓」ではなく、長崎仕込みの「洋弓 (ボウガン) 」を使っているのがこの店の特徴である。金さんに好意を抱いており、積極的にアプローチをしている。色気のある年増女だが、「この年になるまで色んな修羅場を潜ってきた」「おかげで人の裏が見える」と口にしており、平坦な人生を歩んできていないことを匂わせる（第137話）。瞽女のおもんが浅草の盛り場でチンピラに絡まれた際には仲裁に入り、度胸と気風の良さを見せつけた（第143話）。なお、「長崎矢」で働く女中を世利ゆかりと高根さつきが演じている（オープニングにも僅かな時間だが登場している。キャストクレジットはエンディングのみ）。
- 猫目伝蔵：秋野太作（第1話 - 第120話、第122話 - 第153話、第155話 - 第156話）

南町奉行所定町廻同心。事件現場に毎回現れては鋭い指摘と的確な推理をする金さんを「事件屋」としていぶかしく思っており、いつか化けの皮を剥いでやろうと思っている。しかし、贋金の鋳型を巡る事件に巻き込まれ、自分一人では手に負えなくなった際には、「おめぇしかいねえ!」と金さんに助けを求めた（第30話）。小悪党からは賂を受け取って悪事を見逃したり、朝は寝坊して遅刻したりなど決して真面目とは言えない勤務態度だが、襲われそうになった女性を身を挺して助ける等、同心としての最低限の職務はわきまえている模様（第30話）。6年前に江戸を騒がせた桜小僧一味を、捨六と一緒にあと一歩というところまで追いつめるも、捕えようとした2人が目の前で自害してしまうという不幸に見舞われたことがあった（第77話) 。北町奉行・遠山左衛門尉に対しては「あいつは頭がアホだから」とまで言い放つ始末である（第137話）。
- 捨六：小島三児（第1話 - 第120話、第122話 - 第153話、第155話 - 第156話）

猫目配下の岡っ引き。身のこなしも頭の回転も遅く、いつも猫目の後ろについて回るだけだが、稀に、猫目が見落としている重要な証拠を見つけたり（第4話）、猫目が心中と判断した被害者を「殺しじゃないかと思う」と直感を働かせたり（第73話）など、抜け目がないところも見せる。また、猫目に対しては、主従関係を意識しないタメ口で話すこともある。
- お竜：美雪花代（第1話 - 第25話、第27話） → 伊藤美由紀（第28話 - 第149話、第151話 - 第155話）

金四郎の密偵で、普段は鍼医者。鍼を打って人を眠らせられるほどツボに精通し、投げ鍼を飛び道具として使う。悪人の屋敷にしばしば潜入し、秘密を盗み聞きしたり、被害者を救出したりする。彦十郎の台詞（第72話）によると、こうした武術は「伊賀のくノ一」だったことによる。同じく常人離れした身のこなしを持つ元盗人で、江戸払いになった太郎吉/次郎吉という父親（後述）がいる。お竜本人もかつて盗人で、それを強く悔いている描写（第58話）もあり、赦免や父の減刑と引き換えに更生し、金四郎の配下となったことが暗示されている。また、腹違いの姉・おまつがいることが判明しているものの、既に死別している（第122話）。忍び装束は、美雪が演じていた第27話までは赤紫の忍者風装束（頭巾・鎖帷子・袴）で、伊藤へ交代した第28話からは青の盗人風装束（盗人被り・裾絡げ・股引）となっている。美雪版のお竜は金四郎に想いを寄せており、金四郎が女郎屋で事件に関係する女郎と二人きりになって情報を収集していた際には、部屋を間違えたフリをして割って入り、部屋を出た後に「浮気したら承知しないんだから!」と呟く等激しい嫉妬心を見せている（第4話）。なお、美雪は第27話までの出演であるが、第25話以降に加入したお志津・利助・おかつとは同じフレームには入っていない。
- 虎さん：古代一平
- 熊さん：北野清治

駕籠かきの相棒同士で、「川常」「浪花屋」の常連客。第25話から第48話はエンディングでクレジットされているが、この間のオープニング映像で捨六を駕籠に乗せているところを見ることができる。
- お光：萩原佐代子（第1話 - 第24話）

常平の娘。金さんに想いを寄せているのか、金さんが店に来ると決まって現れるお竜に向かって悪態をつくこともあった（第4話）。嫁入り修行の一つとして琴を習っている（第19話）。第24話で常平とともに木曽谷へ帰っていった。
- 早田（さった）彦十郎：宮尾すすむ

北町奉行所筆頭与力。金さんが奉行所を留守にしている間、奉行職の代理を押し付けられている。捜査情報を伝えるため金さんのもとへ行くたびに、邪険にされたり金子を無心されたりするなど損な役回りである。町奉行所管轄外の事件を捜査する際などは、金さんに苦言を呈するものの聞き入れられず、最後にはお竜による鍼治療の際に眠らされてしまうというのが一連のやりとりである。金さんからは、初期の頃は苗字で呼び捨てにされていたが、シリーズ中盤以降は「彦さん」とも呼ばれるようになる。それに対し、中盤から終盤にかけては、町人姿の金四郎の事を「金公」と呼ぶようになる。お竜と共に捜査に加わる際には、虚無僧、商家の主、薬売り、易者、渡世人などに変装をすることもあり、本人も変装による捜査については満更でもないようである。剣の腕はからっきしで、悪党たちに囲まれた際にはお竜さえも身の安全を心配してしまうほどであるが、情報収集能力は非常に高く、諸藩や管轄外である役所の内情から、果ては巷の噂話まで詳しく調べ上げ、内容を覚書（メモ帳）に記録して金さんに報告している。しかし、猫目からは「与力と言っても捜査に関しては素人」と言われており、お弓からも与力としての仕事ぶりを軽んじられている模様（第135話）。3年前、金四郎が北町奉行に着任する以前は北町奉行所吟味方与力であり、金四郎の引き立てにより筆頭与力となった（第33話）。癖の強い悪筆であり、その事を悪事に利用されたことがある（第87話）。隠し売女斡旋組織と手を組んだ一味が仕掛けた殺人事件の捜査状況を探るために接近してきた若い女・お蝶に情を移してしまい、それを妻・志乃の前で漏らしてしまったことにより、顔中に傷を負わされ、更には浪花屋で家族全員分の食事を馳走をする破目になったことがある。お蝶は彦十郎の真摯な態度と優しさに胸を打たれて改心し、彦十郎に手柄を立てさせるべく、事件解決のための協力者となった（第99話）。痛風の持病を持っている（第135話）。
- 早田志乃：中島ゆたか（第87話、第99話、第101話、第131話、第153話）

早田彦十郎の妻。彦十郎との間に「金太郎」「金次郎」「金三郎」「金五郎」の4人の息子を儲けている。彦十郎が結婚詐欺事件に巻き込まれた際、ショックを受け息子共々帰郷してしまったが、事件解決後は金四郎からの手紙により事の真相を知り、彦十郎の下へ帰ってきた（第87話）。隠し売女斡旋組織の一員だったお蝶が彦十郎に渡した守り袋を見つけてしまい、更には彦十郎が浮気を仄めかす独り言をつぶやいてしまったために嫉妬で怒り、顔中に引っ掻き傷を負わせた上、浪花屋で家族全員分の食事と自身の酒を馳走させた（第99話）。
- 常平：金田龍之介（第1話 - 第24話）

居酒屋「川常」の主人。日中から遊んでいる（と思っている）金さんを叱るなど、常連客の父親的存在。石川島の人足寄せ場で作られている元結に詳しいなど、ある程度の修羅場を潜り抜けてきたとも思われる。第24話で両親から届いた手紙を読み、両親が生きているうちに孝行をしてやりたいと店を畳んで故郷の木曽谷へ旅立つ。去り際に金さんを北町奉行と見抜いていた事を本人に打ち明けた。
- 利助：鳳啓助（第25話 - 第64話、第74話 - 第133話、第135話 - 第136話、第138話 - 第141話、第143話 - 第146話、第150話 - 第153話 - 第156話）

居酒屋「浪花屋」の主人。「志津矢」の常連。若い女が好きで、見境いなく女の話でのぼせ上がるが、そのたびにおかつにいつも怒鳴られている。第29話では三行半を突き付けられている。自分が怠け者であることを自覚してはいるが、他人とは違うところに目が向くことがあり、往来の人々が誰一人気付かなかった暗殺者の影を利助が目撃したことが事件解決の糸口となったこともある（第29話）。第65話から第73話までは不在であり、その間はおかつの姪であるおやす（春やすこ）が「看板娘」として代役を務めた。若い頃は、大坂・堀江の色街で、おかつと一緒に住んでいた事があった（第111話）。桐ヶ谷検校を見かけた際、彼が大坂富田で代筆業をしていた事を思い出し、他人の筆跡を使い分ける術を持つ事を金さんに伝えたことで、借金証文偽造事件の解決のきっかけを作った（第156話）。第1シリーズ終了間際では、お千と交互の出演となり、オープニングでは出演するほうがキャスト紹介されていた。
- おかつ：京唄子（第25話 - 第133話、第135話 - 第136話、第138話 - 第141話、第143話、第146話、第150話、第153話 - 第156話）

居酒屋「浪花屋」の女将。気が強く利助を尻に敷いている。若い女の話になると興奮する利助に対して怒鳴り散らす様子は、虎さん熊さん曰く「上方漫才みたいだな」（第25話）。金さんに縁談を勧めるなど世話好きな性格。吉原仲の町の女郎屋・一文字屋の女将お吉は、大坂にいた頃からの付き合いであり、悪事を暴くため、あえて女郎になることを志願した女を世話したことがあった（第35話）。第1シリーズ終了間際では、お千と交互の出演となり、オープニングでは出演するほうがキャスト紹介されていた。
- 太郎吉 / 次郎吉[注 32]: 坂上二郎（第49話、第62話、第94話、第122話）

金四郎の密偵である鍼師・お竜の父親。普段は飄々としたシャボン玉売りや太鼓持ち、飴売りをしているが、その正体は「ましら小僧」と呼ばれた盗賊だった。北町奉行所により捕縛され、金四郎から3年間の江戸所払の刑罰を受けるも、刑期が晴れる3年まであと3日というところで、密偵として日々命を賭しているお竜会いたさに江戸へ足を踏み入れてしまった。事件の最中にお竜と涙の再会を果たし、事件解決後は江戸を離れた（第49話）。上州を起点とする盗賊一味が江戸を荒らす中、役者一座に扮する盗賊一味に加担する女・小蝶と出会い相思相愛となるものの、金さんらによって盗賊一味が捕えられた際、小蝶は1年間の遠島の裁きを受ける。次郎吉自身も盗賊一味の悪行を暴くためお白洲にて証言し、再び1年間の江戸所払の刑罰を受けた（第62話）。江戸に立ち戻り太鼓持ちをして暮らしていたところ、遠山金四郎失脚に絡む悪事に協力、未然に防いだ（第94話）。昔、「おはま」という女と惚れ合い、娘（お竜の腹違いの姉）ができた事から、おはまと所帯を持つため盗みを繰り返していた次郎吉だったが、やがて捕まり島送りの刑となった。2年後にご赦免となり江戸へ戻るも、おはまと娘は既に江戸を離れていた。おはまとの間にできた娘を探す手がかりを掴むため江戸へ出てきた次郎吉は、江戸で蔓延る美人局に絡む恐喝殺人事件に自分の娘が関わっているらしきことを突き止める。左手の甲に痣があることが娘の証であり、美人局の一味である娘・お糸にもその痣があった。次郎吉はお糸が実の我が子ではないかと思いを巡らせるものの、次郎吉の娘・おまつは光明寺に預けられた後、8年前に他界していることが分かった。お糸の育ての親であり、美人局の黒幕である佐兵衛は金四郎により裁きを受け死罪、お糸には5年間の江戸払いの裁きが下る。金四郎は、次郎吉にお糸の面倒を看てやるようにと伝え、その裁きにお竜は涙を流すのだった（第122話）。
- おやす：春やすこ（第65話、第69話 - 第73話、第75話 - 第76話、第78話）

居酒屋「浪花屋」の看板娘。おかつの姪で、利助不在の「浪花屋」を手伝う。
- おりん：木の実ナナ（第39話、第104話） [注 33]

女賞金稼ぎ。百両首の安五郎を追って江戸へやってきた。背中に鬼薊の彫物を入れている事から「鬼薊のおりん」の二つ名を持つ。昔、ヤクザの情婦となり鬼薊の彫物を入れられたおりんは、そのヤクザの命を狙い寝間に来た渡世人を咄嗟の反撃で斬り倒したが、この渡世人が賞金首であった事をきっかけに、賞金稼ぎの稼業に足を踏み入れた。この生い立ちに涙した金さんの助力もあり、安五郎は捕らえられ金四郎により裁きを受けた。おりんは今回の一件で女賞金稼ぎから足を洗い、傍らでおりんを慕い続けた三次と共に江戸を去って行った（第39話）。一年後、おりんは再び「緋ぼたんおりん」と名乗る女賞金稼ぎとなっていた。三次と所帯を持ち幸せに暮らしていたが、半年前に三次がヤクザに殺されてしまい、それからは再び女賞金稼ぎの道に舞い戻ってしまった。ある日、賞金首の猪之吉を斬ったおりんだったが、猪之吉には娘・おせいがいた。猪之吉の死の間際、「おせいを江戸にいる祖父・筒見屋茂造に会わせてやってほしい」と頼まれたおりんは、再び江戸へ入り金さんと再会。茂造におせいを預けることになった。ところが、茂造は大店乗っ取りを画策しており、孫娘であるおせいさえも悪事に利用しようとする極悪人であった。金さんとおりんはその悪事を阻止。茂造は金四郎によって裁かれた。父の仇としておりんを憎んでいたおせいの気持ちは、今回の一件で氷解し、二人が相州で仲睦まじく暮らせるよう、金四郎はおりんに江戸払いの裁きを下した。おりんは賞金稼ぎから足を洗い、おせいを育てる母の道を歩むのだった（第104話）。
- おもん：松山容子（第1シリーズ第74話、第120話、第143話、第2シリーズ第14話、第34話）[注 34]

越後生まれの瞽女（ごぜ）。盲目ではあるが、仕込み杖による居合の腕前は相当なもので、その鋭さは金さんすらも怯ませる。妹・おかよを探すため瞽女仲間4人と共に江戸を目指すが、道中の秩父路で山師殺害事件に巻き込まれ、江戸にいた悪人たちにより瞽女仲間3人は殺害されてしまう。妹・おかよは「おつや」と名前を変えて悪事に加担していたが、江戸でおもんに再会したことがきっかけで改心するも、悪人たちに殺害されてしまう。おもんも悪人たちから命を狙われるが、金さんによって助けられた（第74話）。出羽・酒田湊にある駒形屋で髪結いをしていたおせいから死の間際に一振りの刀・正宗を託されたおもんは、途中刺客から命を狙われながらも、おせいから聞いた「おばこ屋」を目指し江戸へやってきた。この正宗は、名刀の贋作を作り、それを本物と偽って権力者に賄賂として送ることで富と名声を築き上げてきた駒形屋徳右衛門が、酒田湊での商いを一手に握る目的で、本物と偽り庄内藩に送ったものだった。江戸の盛り場・おばこ屋の女将・芳江の夫は、元は庄内藩の依頼で刀剣鑑定を行う堂本路山であったが、徳右衛門が送った正宗を贋作と見抜いたために、徳右衛門の手下に正宗を盗まれ、挙句に藩から預かった刀を着服した濡れ衣を着せられ切腹。芳江はその恨みを晴らすため、妹のおせいを髪結いとして駒形屋に潜り込ませ、命と引換えにようやくその証拠を掴んだ。しかし、芳江は徳右衛門の手下に殺されてしまい、おもんが届けた証拠の正宗は奪われてしまう。おもんは正宗を取り返すため、単身徳右衛門の下に乗り込む。金さんも助成し、徳右衛門らはお白洲にて裁かれた。金四郎からは「瞽女の旅は辛いだろう。気のおけない長屋を用意するから江戸に留まっては」と持ちかけられるが、「人の情けを頼りに生きていくのが瞽女のさだめ」と、再び江戸から旅立って行った（第120話）。奥州・鳴子温泉近くを旅している際、村の御本尊に火を付けた罪により川流しとなって村を追放された盲目の少女と出会う。少女は火付けを行っておらず、真の下手人は、全国の神社仏閣の宝物を盗み国外へ売りさばく宝物窃盗団であった。少女の濡れ衣を晴らすため、江戸で金さんやお弓の助力を得ながら窃盗団を探すおもんであったが、唯一の手がかりである窃盗団一味の女の声を、少女が聞き分けられずに苦戦。やがて捜査線上に浮かびあがった日本橋唐物問屋・大国屋玄兵衛に揺さぶりをかけたおもんは、窃盗団である玄兵衛一味に命を狙われ、少女を守る中仕込み杖を折られてしまうものの、金さんとお竜が駆けつけ玄兵衛一味を撃退。玄兵衛は金四郎によって火あぶりの刑に処せられた。そして、折られた仕込み杖の替わりに、金四郎より新たな仕込み杖が送られた（第143話）。
- 小つる：中野良子（第77話、第98話、第129話、第151話）[注 36]

表の顔は「深川芸者・小つる」だが、裏の顔は、6年前の江戸の大火の際、金持ちから金品を盗み貧しい被災者に分け与えていた義賊「桜小僧・鶴吉」である。桜小僧一味は6人組だったが、当時猫目伝蔵と捨六に追いつめられた際、仲間2人が自害し、それ以来盗みは行っていなかった。ところが、当時の仲間2人が桜小僧の名前を騙って凶悪な急ぎ働きを行うようになったため、仲間だった清次と共に捜査を開始。金さんの協力もあり、悪事に手を染めた昔の仲間と彼らを操る悪人を突き止めることができた。当時の仲間たちには女であることを知られていなかったが、清次だけは気付いており、密かに小つるに想いを寄せていた。白洲では清次と共に3年間の流罪という裁決が下った。背中の桜の彫り物は、金さんの桜の彫り物を彫った彫辰が手がけたものである（第77話）。流罪となった小つると清次は島で所帯を持ち、老盗賊・霞の伊兵衛の面倒を看ていたが、霞の伊兵衛が隠した8,000両を巡る事件に巻き込まれてしまう。3年間の刑期のところ、半年でご赦免となった2人だったが、ご赦免船の中で何者かに襲われ海に放り出されたものの、辛うじて生き残り江戸へ戻った。伊兵衛の孫娘と、自分たちを罠に嵌めた黒幕を探す2人だったが、清次が悪人たちの兇刃に倒れ死亡。金さんと共に悪人たちのアジトへ乗り込みこれを捕え、清次の仇を討った。伊兵衛の孫娘を廓から足抜けさせ、また黒幕である弥平の屋敷に忍び込んだ罪により、一年間の江戸払いの沙汰を受け伊兵衛の孫娘と共に江戸を去った。立ち回りと白洲では、金さんに続いて桜吹雪を見せている（第98話）。江戸払いはご赦免となり、掛川宿で門付をしていた際、旅籠・柏屋の女将・おまきに拾われ働いていた小つるは、日本橋の人形問屋・福屋の二番番頭・駒吉と惚れ合い将来を誓い合う仲となっていたが、福屋は上方への人形の買い付けを隠れ蓑としたアヘンの抜け荷を行っており、駒吉はその運び屋に仕立てられていた。駒吉の偽装殺害事件をきっかけに金さんたちが捜査を開始。事件の全容が暴かれるものの、駒吉は福屋と、駒吉の実妹でありながら福屋に懐柔されたお妙により殺害される。小つるは金さんと共に敵地に乗り込み一味を捕え、お白洲では金四郎と共に桜吹雪を披露した。事件解決後は再び掛川宿に戻った（第129話）。ある日、金さんを頼って掛川宿から江戸へ出てきた小つるは、一緒に掛川宿から出てきた旅籠の女将・おまき毒殺事件に巻き込まれる。真犯人を追う途中、猫目に桜小僧であると見破られるが、金さんの仲介で大瀧一家に匿われる。掛川宿の外れで盗賊2人が殺された際、おまきは旅籠を畳んで小つると共に江戸へ出てきた。おまきの元の亭主は「仁王の鎌太郎」と呼ばれた凶賊で、鎌太郎が昔の自分の素性を知る者を次々に殺害しているのだという。自分もやがて殺されると察したおまきは、息子の新吉と一緒に逃げるため、新吉がいる江戸へ来たのだが、新吉の奉公先である呉服商・稲葉屋の主こそが「仁王の鎌太郎」本人だった。桜小僧の偽物を仕立て上げ、小つるを窮地に追い込む稲葉屋だったが、金さんの助成により捕縛される。稲葉屋は裁かれ、小つるはおまきの故郷である信州に墓を建てるため、江戸を去って行った（第151話）。
- お銀：三原順子[注 38]（遠山の金さん第113話、第140話、遠山の金さんII第37話） [注 39]

凄腕の女用心棒。母亡き後、各親分衆のところで女用心棒として腕を磨いてきた。常に黒猫を傍に置いている事から「黒猫のお銀」の二つ名を持つ。江戸にある聖天の九郎兵衛一家の用心棒となっている時、ある殺人事件がきっかけで金さんと出会う。お銀が江戸に来た目的は、母親・梅香と祝言を挙げる約束を交わしたにもかかわらず、梅香を捨て苦境に追い込んだ桝屋元右衛門を探しだし、梅香の恨みを晴らすためだった。しかし、それは桝屋の縄張りを狙う九郎兵衛と、それに連なる火付盗賊改方・荒谷が裏で仕組んだことであり、またお銀は元右衛門と梅香の間にできた子どもであったことも判明する。図らずも親子の再会を果たすお銀と元右衛門だったが、お銀の異母兄弟である彦太郎は荒谷たちの拷問によって死亡。九郎兵衛と荒谷は金四郎によって裁かれ、お銀は一年間、実父である桝屋元右衛門の下に預け置かれる事となった（第113話）。実父・元右衛門の没後は桝屋を出て再び用心棒の道に戻った。下仁田宿の九蔵一家で用心棒をしていたお銀は、ある女が九蔵に依頼してきた、江戸の医師・大槻玄以殺しを命じられるがこれを拒否。代わりに九蔵の手下が大槻玄以の命を狙うが、大槻の下に潜り込んでいたお銀が撃退する。実は、お銀が子どもの頃、旅先で病に伏せっていた際に若かりし日の大槻が無償で外科手術を施してくれたおかげで、お銀の命が助かったのだった。命の恩人である大槻に、いつしか淡い恋心を抱いたお銀だが、医師と用心棒とでは身分が違うとその想いを胸に秘めていた。大槻殺しの依頼人である北町同心・権田と、その黒幕で大槻と御典医を争う村井竹庵の悪事を暴くお銀と金さん。事件解決後、お銀は再び女用心棒の道へと戻っていった（第140話）。

### 遠山の金さんII
- 遠山金四郎：高橋英樹

江戸北町奉行・遠山左衛門尉。街中では町人姿で、自らを「遊び人の金さん（もしくは金次・金公）」を名乗る。
- お弓：由紀さおり

前シリーズでは浅草で矢場「長崎矢」を営んでいたが、悩んだ末に心機一転、舟宿「ゆみ」を開業し商売替えをした。「長崎矢」自体は繁盛しており続けても良かったが、吉原、浅草寺、両国と盛り場に近い場所で舟宿を開業することにより、集客と利益が見込めることから開業に踏み切った。なお、一番客は金さんであった。駕籠屋から転職してきた虎さん、熊さんを、それぞれ船頭と板前として雇い入れた（第1話）。
- お蘭：かたせ梨乃

金四郎の密偵。前任者のお竜同様、鍼灸師を表の生業としており、第7話では彦十郎にお灸を据える等と言った普段の姿を見る事が出来る。また、「七変化のお蘭」を自称しており変装が得意である。中でも男装が多く、第14話では股旅姿の渡世人と奉行所の役人、第18話では北町奉行所の同心、第24話では大藩の若殿に扮装した。潜入時の立ち回りでは、悪人たちに発見されても当て身等で蹴散らしてしまうほどの腕前であり、場合によっては金さんと共に悪人たちのアジトへと乗り込む事もある。元は捨て子で、第31話では盗賊一味に拾われて盗みをさせられていたところを捕まって密偵となった過去と、当時の仲間の男を想い続けていたことが語られる。
- 青目久蔵：西川のりお（第1話 - 第21話）

南町奉行所の定町廻り同心。配置替えになった猫目伝蔵の後任。既婚者。上方（大坂）出身。登場初期は江戸弁と上方弁を感情に応じて使い分けていたが、すぐに上方弁のみの口調となる。妻がいる身にもかかわらず、お弓に言い寄ることがあった。猫目伝蔵と同じく、金さんを胡散臭い遊び人としていぶかしく思っている。証拠品として押収した友禅を、南町奉行所に証拠品物件として届け出ず、密かに妻に渡そうとしたことがあり、同心としての倫理観は少々欠ける模様（第2話）。第21話の出演を最後に何の説明も無く姿を消す。
- 捨八：佐藤晟也（第1話 - 第21話）

青目配下の岡っ引き。実況検分でおむすびを食べる（第1話）等、初期のエピソードではその食いしん坊ぶりを垣間見せた。青目同様、第21話の出演を最後に何の説明も無く姿を消す。
- 平目銀次郎：仲本工事（ザ・ドリフターズ）（第22話 - 第42話）

南町奉行所の定町廻り同心。突然姿を消した青目に替わって登場した。眼鏡を掛けているのが特徴。猫目や青目と違い、子飼いの岡っ引きは付いていない。早口のべらんめぇ調である。38歳になるが、いまだ手柄らしい手柄は立てておらず、南町奉行所内では「昼行灯」と呼ばれている。南町奉行所の体制（奉行、与力、同僚）に不満を持っており、環境が変われば力を発揮できると北町奉行所への配置換えを望んでいる。これまでの南町の同心とは違い、金さんの事件に対する洞察力を高く評価しており、事件現場に金さんが現れると、率先して事件解決のヒントを聞きに行く。また、金さんを早田彦十郎の手先と思い込み、早田へのコネと北町奉行所への配置換えを取り計らってもらえないかと懇願するも、なかなか相手にしてもらえない。金さんが北町奉行の遠山左衛門尉と同一人物である事はもちろん知らない。
- 虎さん：古代一平
- 熊さん：北野清治

前シリーズでは共に駕籠かきをしていたが、駕籠屋稼業も不景気で儲けが少なくなり、二人揃ってお弓の船宿に転職した。熊さんは板前に転職。「駕籠かきになる前は板前をしていた」との事で、その料理の腕前は金さんも驚くほど。一方、虎さんは船頭に就くも、こちらは見様見真似である。
- おちよ：三田篤子（第1話、第3話 - 第9話、第11話、第13話 - 第42話）[注 42]

お弓の船宿の看板娘。
- おつる：加藤由美（第22話 - 第42話）

お弓の船宿の看板娘。当初はおちよのみ登場し、オープニングには登場しなかった。おつる加入後の第22話以降は2人揃ってオープニングに登場し、役名表記もされる様になった。なお、おつる役の加藤はミス映画村時代も含めて何度かゲスト出演している。
- 早田志乃：中島ゆたか（第19話、第30話、第32話 - 第34話、第39話）

早田彦十郎の妻。金太郎を筆頭に4人の子供がいる。第30話より準レギュラー扱いとなり、オープニングで紹介されるようになった。
- 早田彦十郎：宮尾すすむ

北町奉行所の筆頭与力。お蘭と共に金四郎の影となり活動している。
- おはん：中尾ミエ（第11話 - 第18話）

駒形に住む常磐津の師匠で、舟宿「ゆみ」の常連。女形の役者・嵐清十郎からの依頼で、屋形船で清十郎に三味線を弾いて聴かせた事もある（第16話）。師匠として独り立ちする前は、新富町で花火問屋・菊屋の娘で女花火師のおなつと一緒に常磐津を習っていた（第17話）。第18話の出演を最後に何の説明も無く姿を消す。
- お紺：園みどり（第6話、第22話）[注 44]

オープニングのタイトルバックは中島ゆたかや中尾ミエの出演回と未出演回では少し異なっており、後者ではかたせ梨乃の宙返りシーンが挿入されていた。

## 放映リスト

### 遠山の金さん（1982年 - 1985年）
| 話数    | 放送日         | サブタイトル                            | 脚本                     | 監督     | ゲスト出演者 ※太字はピンクレジット! |                                                                      |
| ------- | -------------- | --------------------------------------- | ------------------------ | -------- | --- | -------------------------------------------------------------------- |
| 第1話   | 1982年4月8日   | 新奉行登場!!顔のない人気作家!           | 掛札昌裕                 | 田中徳三 | なべおさみ（金竜散人）、松橋登（木々亭鈴国）、賀田裕子（志津）、高田敏江（さと）、黒田福美（メ蝶）、沖田駿一、浜田雄史、芝本正、森源太郎、諏訪裕子、尾崎俊子、波多野博 |                                                                      |
| 第2話   | 1982年4月15日  | 大追跡! 消えた大砲                      | 小川英 四十物光男        | 山下耕作 | 伊吹吾郎（須藤一郎太）、服部妙子（お雪）、御木本伸介（中条定信）、久富惟晴、出水憲司、五十嵐義弘、藤沢徹夫、小峰隆司、和田昌也、泉好太郎、春藤真澄、桂登志子 |                                                                      |
| 第3話   | 1982年4月22日  | 御意見無用! 五人の女スリ                | 掛札昌裕                 | 山下耕作 | 三浦真弓（おなつ）、叶和貴子（おふく）、小林昭二（梅雪）、佐瀬陽一（巳之吉）、高橋ゆかり（おさよ）、田中綾（おふじ）、梅田まゆみ（おえん）、野口貴史、福本清三、中島茂樹、有島淳平、泉好太郎、東孝、武井三二、遠山金次郎                                                                                                  |                                                                      |
| 第4話   | 1982年4月29日  | 奇々怪々! 二度死んだ女                  | 本田英郎                 | 松尾昭典 | 永島暎子（おのぶ）、菅貫太郎（陣場多左衛門）、江幡高志（虎吉）、伊達三郎（遠州屋）、近藤宏（玄庵）、五味龍太郎（筧十郎太）、峰蘭太郎（北村進介）、木下通博、江原政一、前川恵美子 |                                                                      |
| 第5話   | 1982年5月6日   | 江戸の華! 一番纏で一件落着              | 山田隆之                 | 田中徳三 | 根上淳（上総屋幸兵衛）、伊吹剛（梅吉）、山本ゆか里（お妙）、高峰圭二、小柳圭子、森山紹秀 |                                                                      |
| 第6話   | 1982年5月13日  | 三年かかって帰った男!                   | 小川英 石川孝人          | 山下耕作 | 川地民夫（弥助）、宮井えりな（おゆき）、外山高士（安五郎）、湖条千秋（おしの）、河合絃司（五平）、山本一郎（佐吉）、東田吉弘（彦一）、丘路千、佐藤好将、藤長照夫、平沢彰、奔田陵、椿竜二、川村大、森圭吾、辰巳努 |                                                                      |
| 第7話   | 1982年5月20日  | 治した患者を殺す医者!                   | 鴨井達比古               | 松尾昭典 | 荒木由美子（多恵）、南原宏治（春日玄斉）、川合伸旺（藤五郎）、林健樹（清吉）、北条清嗣（八五郎）、伊藤高（春日竜之進）、中村錦司、有川正治、白川浩二郎、笹木俊志、志乃原良子、大竹あかね、滝譲二、疋田泰盛、宮城幸生、木谷邦臣、和泉敬子、北原将光、かまくら文太、白井滋郎、佐藤浩、守山紹秀、岩戸隼人、美松艶子          |                                                                      |
| 第8話   | 1982年5月27日  | 黒髪秘話! 蛇の目傘の女                  | 本田英郎                 | 田中徳三 | 新藤恵美（おりん）、内田喜郎（信次）、武藤英司（武州屋吉五郎）、阿波地大輔（平田源八）、木谷邦臣（辰三）、千葉保、水瀬真琴、遠山金次郎、有島淳平、妹尾友信、星野美恵子、京あけみ、杉沢美紀、三木健作 |                                                                      |
| 第9話   | 1982年6月3日   | 大江戸最大の誘拐事件!                   | 鴨井達比古               | 田中徳三 | 鈴鹿景子（お清）、小林稔侍（仁吉）、織本順吉（遠州屋伍平）、宮口二郎（淀屋久兵衛）、新橋伸介、高並功、川井大輔、前田尚輝、丸平峯子、富永佳代子、壬生新太郎、藤沢徹夫、森源太郎、木下通博、藤山良、西山清孝 |                                                                      |
| 第10話  | 1982年6月10日  | 高砂や! 泣いて笑った花嫁御寮            | 本田英郎                 | 山下耕作 | 千野弘美（おしん）、村嶋修（井本俊介）、水原麻記（おくま）、里見和香（おすぎ）、曽根晴美、永田光男、吉野真一、河野富子、冨士原睦、高野洋子、かまくら文太、小船秋夫、美柳陽子、中嶋俊一、細川純一、平尾昌晃（新昌順） |                                                                      |
| 第11話  | 1982年6月17日  | 鉄火肌! 美しき尼僧                      | 石川孝人                 | 松尾昭典 | 鮎川いずみ（春抄尼）、石橋雅史（辰造）、市川好朗（弥吉）、波多野博、加瀬悦孝、岩崎礼子、矢部義章、平河正雄、池田謙治、島田秀雄、小峰隆司、白井磁郎、小船秋夫、高谷舜二、田中勝比呂、田中政美 |                                                                      |
| 第12話  | 1982年6月24日  | この男、鬼と呼ばれて七百十日            | 小川英、四十物光男       | 山下耕作 | 寺田農（定吉）、宮内洋（長次）、山岡徹也（重蔵）、倉石旺（伊兵衛）、林彰太郎（文三）、川上恭尚、久仁亮子、鈴木康弘、広瀬義宣、岡嶋艶子、尾池美紀、小坂和之、大月正太郎 |                                                                      |
| 第13話  | 1982年7月1日   | 危うし! 遠山金四郎お命頂戴!             | 小川英 古内一成          | 松尾昭典 | 星正人（矢吹進之助）、北上弥太郎（矢崎兵馬）、中山昭二（菊造）、北原義郎（望月弾正）、青山良彦（江上左内）、佐藤万理（おみの）、多賀勝、中村錦司、川浪公次郎、峰蘭太郎、稲田龍雄、武井三二、大矢敬典 |                                                                      |
| 第14話  | 1982年7月8日   | 母恋し! 緋牡丹仁義                      | 掛札昌裕 中島信昭        | 山下耕作 | マッハ文朱（清太郎）、桜町弘子（おさと）、杉江廣太郎（文吉）、江並隆（粂造）、玉生司朗、和泉敬子、勝野賢三、山野雅代、椿竜二、藤長照夫、和歌林美津枝、世羅豊、畑中伶一、内藤康夫 | テーマ曲アレンジ変更                                                 |
| 第15話  | 1982年7月15日  | 水中花! くノ一殺法                      | 本田英郎                 | 岡本静夫 | 草笛光子（おふみ）、田中浩（黒部甚九郎）、吉田豊明、出水憲司、大木晤郎、木谷邦臣、笠間一寿美、田中小百合、森山紹秀、橋本和博、福中勢至郎 |                                                                      |
| 第16話  | 1982年7月22日  | 地獄をのぞいた犬と少年!                 | 本田英郎                 | 山下耕作 | 高田美和（おかじ）、船戸順（仁左衛門）、福田公子（お梅）、岩尾正隆、島米八、笹木俊志、小山友成、北村明男、窪田弘和、大月正太郎、美松艶子、玉野玲子、堀田明美、尾崎俊子、三谷真理子 |                                                                      |
| 第17話  | 1982年7月29日  | 花の侠客! 国定忠治江戸日記              | 小川英 杉村のぼる        | 井沢雅彦 | ガッツ石松（国定忠治）、舟倉たまき（お千代）、入川保則（銭屋）、野上哲也、疋田泰盛、森源太郎、国一太郎、藤長照夫、有島淳平、椿竜二、大城泰、西山清孝、中嶋俊一、石井洋充、松原史郎、星野恵美子 |                                                                      |
| 第18話  | 1982年8月5日   | 怪談! 幽霊人形怨み節                    | 小川英 杉村のぼる        | 山下耕作 | 安井昌二（森竹若太夫）、風祭ゆき（お民、お加代）、山本昌平（仙三）、峰蘭太郎、小峰隆司、池田謙治、司裕介、霞健二、東孝、江原政一 人形操演 劇団みのむし 飯室康一 |                                                                      |
| 第19話  | 1982年8月12日  | 水晶呪術! 魅せられた女                  | 石川孝人                 | 井沢雅彦 | 犬塚弘（二見屋甚兵衛）、賀田裕子（お新）、遠藤征慈（風間左門）、伊吹徹（影麻呂）、山本清、北村光生、北見唯一、小坂和之、宮崎博、宮城幸生、風間文彦、前川恵美子、和田昌也 |                                                                      |
| 第20話  | 1982年8月19日  | 尼寺（秘）迷い込んだ若侍!               | 本田英郎                 | 山下耕作 | 河内桃子（月心尼）、荒木しげる（森左近次）、香野麻理（おしな）、和崎俊哉（水野新三郎）、宮城健太郎（石川武介）、峰祐介、三浦徳子、山口朱美、かまくら文太、岡部啓子、永野佳寿江、木下泰子、松村直美、泉好太郎、安食文子、赤松雅代、大西可容子、加藤恭子、堀田明美、伊東由美                                                |                                                                      |
| 第21話  | 1982年8月26日  | 母の告白! 二十年の秘密                  | 小川英 胡桃哲            | 田中徳三 | 弓恵子（お藤）、島村美妃（お葉）、松村康世（お久）、黒部進（菊蔵）、若松和子（おしま）、唐沢民賢、丘路千、滝譲二、石倉英彦、小野朝美、小林泉、志茂山高也、平河正雄、島田秀雄 |                                                                      |
| 第22話  | 1982年9月2日   | 夕陽の渡世人! 子連れ旅でござんす        | 石川孝人 掛札昌裕        | 井沢雅彦 | 五木ひろし（長五郎）、大場順（留吉）、黒田ふくみ（おいと）、原口剛（喜助）、湖条千秋、中村太郎、岩尾正隆、川浪公次郎、福本清三、西山清孝、那須伸太朗、美松艶子、絹川真知子 |                                                                      |
| 第23話  | 1982年9月9日   | 浪花の母! 巾着切おえん                  | 石川孝人                 | 岡本静夫 | ミヤコ蝶々（おえん）、加山麗子（お咲）、小林芳宏（幸兵衛）、五味龍太郎（岩松）、西田良（銀次）、丘路千、波多野博、奈辺悟、笹木俊志、小峰隆司、山田良樹、原田和彦、菅谷裕之、白井滋郎 |                                                                      |
| 第24話  | 1982年9月16日  | 二人の母が情けに泣いた!                 | 石川孝人                 | 田中徳三 | 水原麻記（おゆき）、石山律雄（甚兵衛）、大竹あかね（おせい）、汐路章（大熊大五郎）、沖田駿一（伊佐吉）、梅原正樹、山野雅代、藤沢徹夫、波多野博、細川純一、矢部義章、原田和彦、畑中伶一、世羅豊 | この回で常平役の金田龍之介と、お光役の萩原佐代子が降板。             |
| 第25話  | 1982年9月23日  | あばれ神輿に祭りが燃えた                | 本田英郎                 | 山下耕作 | 森次晃嗣（辰造）、南原宏治（青山頼母）、遠藤真理子（お加代）、八名信夫（堀井蔵人）、岩田直二（喜助）、北野清治（熊さん）、古代一平（虎さん）、北原将光、木谷邦臣、白井滋郎、有島淳平、大城泰、和田昌也、永田登志雄 | この回より「浪花屋」の利助・おかつが登場。                           |
| 第26話  | 1982年9月30日  | お奉行に惚れた女賭博師!                 | 本田英郎                 | 田中徳三 | 岩井友見（お銀）、菅貫太郎（山田軍十郎）、峰蘭太郎 | この回よりお志津登場。お竜欠場。                                     |
| 第27話  | 1982年10月14日 | 大屋根に立つ美貌の女盗賊!               | 石川孝人                 | 山下耕作 | 岡田英次（文三）、栗田陽子（お菊）、曽根晴美（三郎太）、浜田晃（弥平次）、北野清治（熊さん）、古代一平（虎さん）、宮城幸生、小船秋夫、武井三二、壬生新太郎、藤長照夫、和田昌也、川勝誠、藤山良、椿竜二 | お竜役の美雪花代がこの回で降板。                                     |
| 第28話  | 1982年10月21日 | 手裏剣使いの女参上!                     | 掛札昌裕                 | 田中徳三 | 中村晃子（阿蘭陀お吉）、内田稔（陶岳）、江並隆（藤兵衛）、杉江廣太郎（伊三次）、北野清治（熊さん）、古代一平（虎さん）、西山辰夫（九蔵）、日高久美子（もみじ）、荒井真理（お菊）、川本美和（さくら）、京あけみ（すみれ）、小峰隆司、冨士原睦、西山清孝、藤山良、有島淳平、坂東京三郎、東孝、美松艶子、尾崎俊子、藤長照夫  | この回から伊藤美由紀が2代目・お竜役としてレギュラー入り。            |
| 第29話  | 1982年10月28日 | 驀走する裸馬の女!                       | 山田隆之                 | 岡本静夫 | 亀石征一郎（宝川武高）、中田博久（稲造）、北野清治（熊さん）、古代一平（虎さん）、きくち英一、白井滋郎、一柳みる、疋田泰盛、小船秋夫、佐々木信、小谷浩三、北村明男、騎馬 岸本乘馬センター、中嶋俊一（紋太）、諏訪裕子（さわ）、江原政一（与五）、前川恵美子（しげ）、真弓利雄（治市）、藤枝政巳（まさ）、森山紹秀（かめ） |                                                                      |
| 第30話  | 1982年11月4日  | 晴れ姿! ヘボ同心の初手柄                | 小川英、三木孝祐         | 山下耕作 | 宮園純子（お俊）、神田隆（白金屋）、若林哲行（重三）、北野清治（熊さん）、古代一平（虎さん）、坂口徹郎、末松芳隆、勝野賢三、平河正雄、三谷真理子、大矢敬典、かまくら文太、川辺俊行、司裕介、石井洋充 |                                                                      |
| 第31話  | 1982年11月11日 | 大奥絵巻! 呪いの丑三つ刻                | 本田英郎                 | 田中徳三 | 渡瀬ゆき（おさる）、絵沢萠子（春日井）、北野清治（熊さん）、古代一平（虎さん）、石橋雅史、赤塚歩、夏草三千代、藤野京子、徳永まゆみ、松本恭蘭、工藤幸子、小谷浩三、橋本和博、福中勢至郎、高谷舜二、畑中伶一、桂登志子、松村真弓、内藤康夫                                                                                  |                                                                      |
| 第32話  | 1982年11月18日 | 悪徳与力に狙われた若妻!                 | 石川孝人                 | 井沢雅彦 | 早乙女愛（おせい）、平泉征（辻半兵衛）、北野清治（熊さん）、古代一平（虎さん）、岩尾正隆（半吉）、佐藤晟也（伊之助）、永野辰弥（大五郎）、神谷光明、小野朝美、峰蘭太郎、水上保広、島田秀雄、甲斐純一郎、武井三二、司裕介、高橋弘志                                                                                        |                                                                      |
| 第33話  | 1982年11月25日 | 戦慄! 十五発の殺人爆裂弾!               | 土橋成男                 | 山下耕作 | にしきのあきら（新次）、水嶋道太郎（弥五郎）、遠藤太津朗（松蔵）、北野清治（熊さん）、古代一平（虎さん）、日向明子（おそで）、浜伸二、川浪公次郎、疋田泰盛、平河正雄、永野佳寿江、壬生新太郎、東郷亜季、志茂山高也 |                                                                      |
| 第34話  | 1982年12月2日  | 愛か恨みか慕情の女!                     | 石川孝人                 | 井沢雅彦 | 草川祐馬（津山新八郎）、芦川よしみ（あや）、黒川弥太郎（木元源之介）、高野真二（大島）、北野清治（熊さん）、古代一平（虎さん）、阿波地大輔、藤尾純、中村錦司、野上哲也、山田良樹、矢部義章、三井強 |                                                                      |
| 第35話  | 1982年12月9日  | 浮世風呂からくり殺人!                   | 本田英郎                 | 田中徳三 | 三浦リカ（お糸）、三条美紀（お吉）、穂高稔（大和屋）、木村元（秋庭権八郎）、北野清治（熊さん）、古代一平（虎さん）、丸平峯子、小笠原町子、中島俊一、有島淳平、鳴尾よね子、大城泰、畑中伶一、窪田弘和、美柳陽子、稲垣陽子、谷村昌彦（庄兵衛）                                                                              |                                                                      |
| 第36話  | 1982年12月16日 | 悪酒が招いた生花師匠殺人事件!           | 田中利世                 | 井沢雅彦 | 山田吾一（吾平）、里見奈保（おさね）、北野清治（熊さん）、古代一平（虎さん）、高峰圭二、田中弘史、永田光男、蓑和田良太、山田良樹、細川純一、星野美恵子、壬生新太郎、大城泰 |                                                                      |
| 第37話  | 1982年12月23日 | 炎の女! 死ぬのは奴らだ                  | 土橋成男                 | 山下耕作 | 伊吹剛（直吉）、鈴鹿景子（お京）、田口計（新藤右近）、内田勝正（仁兵衛）、北野清治（熊さん）、古代一平（虎さん）、藤沢薫、野口貴史、藤沢徹夫、池田謙治、高橋仁、洒井久美子、有島淳平、遠山金次郎、大月正太郎、小坂和之、河野清子                                                                                          |                                                                      |
| 第38話  | 1983年1月6日   | 浮世絵が招いた将軍暗殺!                 | 山田隆之                 | 山下耕作 | 佳那晃子（お由美）、松橋登（弧舟）、曽根晴美（伊藤三十郎）、須藤健（佐兵衛）、北野清治（熊さん）、古代一平（虎さん）、日高久美子（駒清）、湖条千秋、海老江寛、徳永まゆみ、永野辰弥、白井滋郎、藤沢徹夫、疋田泰盛、志茂山高也、波多野博、武井三二、三宅優司、深谷宏子、高根さつき、世利ゆかり                              |                                                                      |
| 第39話  | 1983年1月13日  | 女賞金稼ぎ! 鬼薊のおりん                | 石川孝人                 | 山下耕作 | 木の実ナナ（鬼薊のおりん）、冷泉公裕（三次）、和崎俊哉（安三郎）、北野清治（熊さん）、古代一平（虎さん）、小田部通麿、岩尾正隆、牧冬吉、重久剛一、佐藤好将、福本清三、世利ゆかり、高根さつき、深谷宏子、菅谷裕之 |                                                                      |
| 第40話  | 1983年1月20日  | 投げ縄おけい・私の過去をあばかないで!   | 山本英明 小川英          | 井沢雅彦 | 永島暎子（おけい）、真夏竜（新次）、北野清治（熊さん）、古代一平（虎さん）、黒部進、河合絃司、北見唯一、木谷邦臣、藤長照夫、小谷浩三、深江章喜（仙右衛門）、三島ゆり子（おちか） |                                                                      |
| 第41話  | 1983年1月27日  | 俺は見た! 料亭"水月"殺人事件            | 鴨井達比古               | 井沢雅彦 | 津山栄一（新吉）、岐邑美沙子（お千代）、織本順吉（尾張屋長五郎）、川合伸旺（服部源三郎）、北野清治（熊さん）、古代一平（虎さん）、笹木俊志、白川浩二郎、森源太郎、風間文彦、江原政一、奔田陵、藤山良、久仁亮子、富永佳代子、尾崎俊子、稲垣陽子                                                                            |                                                                      |
| 第42話  | 1983年2月3日   | 殺しを見たのは失明の美女!               | 石川孝人                 | 田中徳三 | 金田賢一（風見兵馬）、佐竹明夫（梶山宗久）、臼井真紀（おちさ）、北野清治（熊さん）、古代一平（虎さん）、千葉敏郎、大木晤郎、出水憲司、小峰隆司、徳永真由美、波多野博、池田謙治、床尾賢一、藤沢徹夫、和田昌也 |                                                                      |
| 第43話  | 1983年2月10日  | おんな牢・般若彫りの女!                 | 石川孝人                 | 井沢雅彦 | 小林かおり（染奴）、松本朝夫（藤兵衛）、中島葵（お甲）、北野清治（熊さん）、古代一平（虎さん）、伊庭剛（政吉）、石倉英彦（権之助）、西山清孝、藤山良、那須伸太朗、大月正太郎、美松艶子、桂登志子、春藤真澄、紅かおる、富永佳代子                                                                                          |                                                                      |
| 第44話  | 1983年2月17日  | 悪女にされた深川芸者!                   | 土橋成男                 | 田中徳三 | 松本留美（お咲）、山岡徹也（治兵衛）、剣持伴紀（新吉）、北野清治（熊さん）、古代一平（虎さん）、大前均、五十嵐義弘、中島茂樹、小峰隆司、星野恵美子、春藤真澄、疋田泰盛、門野内純子、司裕介、戸塚孝、桂登志子、泉好太郎 |                                                                      |
| 第45話  | 1983年2月24日  | 十年間寝られなかった男!                 | 鴨井達比古               | 山下耕作 | 川地民夫（松五郎）、北野清治（熊さん）、古代一平（虎さん）、伊吹徹、有川正治、福山象三、森源太郎、木谷邦臣、宮城幸生、山野雅代、小柳圭子、前川恵美子、小坂和之、辰巳努、竹岡和彦、木村英明、武田美佳 |                                                                      |
| 第46話  | 1983年3月3日   | 炎の恋情! 殺人者はおんな魔術師          | 本田英郎                 | 倉田準二 | 引田天功（おこう）、三浦真弓（お紋）、武藤英司（小平）、山本昌平（高田道秋）、西山嘉孝（九兵衛）、北野清治（熊さん）、古代一平（虎さん）、梅原正樹、波多野博、壬生新太郎、滝譲二、原田和彦、水谷正大、水谷公明、大井上優子、峰蘭太郎                                                                                      |                                                                      |
| 第47話  | 1983年3月10日  | 悪女おらんの甘い罠!                     | 土橋成男                 | 井沢雅彦 | 新藤恵美（おらん）、山岡徹也（儀兵衛）、内田勝正（銀次郎）、北野清治（熊さん）、古代一平（虎さん）、田中弘史、西園寺章雄、勝野賢三、徳田興人、福本清三、細川純一、小船秋夫、かまくら文太、山口眞一、畑中伶一、和田昌也、岡高宏、森山紹秀                                                                                  |                                                                      |
| 第48話  | 1983年3月17日  | 化け猫が喰べた九人の遊女!               | 巽治郎                   | 倉田準二 | 内田喜郎（参吉）、松村和美（お幸）、北原義郎（永井式部）、堀田真三（弥助）、成瀬正（秋月隼人）、北野清治（熊さん）、古代一平（虎さん）、高並功（浪人）、阿波知大輔、小坂和之、前川恵美子、小峰隆司、玉野玲子、深谷宏子、高根さつき、世利ゆかり、藤山良、川辺俊行、内藤康夫、泉好太郎                                      |                                                                      |
| 第49話  | 1983年3月24日  | 大逆転! 泥棒になった遠山桜              | 小川英、山本英明         | 山下耕作 | 坂上二郎（太郎吉）、南原宏治（笹川舜海）、天田俊明（村井信道）、小野進也（石川竜斉）、高峰圭二（坪内玄良）、河合絃司、津島みどり、木谷邦臣、藤沢徹夫、小峰隆司、藤山良、司裕介、世利ゆかり、高根さつき、深谷宏子、高橋伸介                                                                                                |                                                                      |
| 第50話  | 1983年4月14日  | 魔性の女! ギヤマンおゆき                | 石川孝人                 | 山下耕作 | ジュディ・オング（ゆき）、清川新吾（板見政之助）、中田博久（林久一郎）、高野真二（徳兵衛）、溝田繁（山城守）、朝倉匠子、島村昌子、北村光夫、永田登志雄、武井三二、有島淳平、世利ゆかり、高根さつき、深谷宏子 |                                                                      |
| 第51話  | 1983年4月21日  | 夜霧のめぐり逢い・犯罪河岸の尼僧!       | 小川英 山本英明          | 山下耕作 | 三ツ矢歌子（妙心尼）、川合伸旺（徳三郎）、伊達三郎（利兵衛）、牧冬吉（上野峻介）、笹木俊志（辰造）、岡本早生（友吉）、雪絵ゆき、世利ゆかり、高根さつき、深谷宏子、矢部義章、小坂和之、内藤康夫、西山清孝、松村真弓、壬生新太郎、石井洋充、高谷舜二、藤長照夫、三谷真理子                                                  |                                                                      |
| 第52話  | 1983年4月28日  | 愛の十字路・暗黒街の女                  | 鴨井達比古               | 吉川一義 | 松尾嘉代（加代）、菅貫太郎（弥平）、岩田直二（六兵衛）、三田登紀子（お秀）、吉田豊明（五平）、坂口徹郎、西田良、岩尾正隆、北原将光、山下陽子、荒井瑞、風間文彦、大城泰、世利ゆかり、高根さつき、深谷宏子 |                                                                      |
| 第53話  | 1983年5月12日  | 流転の旅芸人・面影橋の女!               | 石川孝人                 | 井沢雅彦 | 朝丘雪路（加代）、北原義郎（山倉将監）、五味竜太郎（武田要之助）、海老江寛（弥平）、伊勢将人（一馬）、柿本貴久（お鶴）、和田昌也、大月正太郎、吉野隆三、岩戸風摩、世利ゆかり、高根さつき、深谷宏子、細川純一、東孝、有島淳平、島田秀雄、松原健司、濱田弘和                                                                |                                                                      |
| 第54話  | 1983年5月19日  | お弓が三人! ホンモノは誰だ!?            | 小川英 山本英明          | 吉川一義 | 山本ゆか里（お品）、織田あきら（清次郎）、増田順司（幸右衛門）、露原千草（おまき）、外山高士（新助）、山本一郎、近江輝子、片山理子、芝本正、徳永まゆみ、戸塚孝、池田謙治、富永佳代子、世利ゆかり、高根さつき、深谷広子、美松艶子、鈴川法子                                                                                |                                                                      |
| 第55話  | 1983年5月26日  | 華麗なる追跡! 三味線お蝶                | 土橋成男                 | 山下耕作 | 高田美和（お蝶）、倉石功（信二郎）、市川青虎（沼沢兵庫）、黒部進（津村伊助）、平沢彰、中村錦司、鈴木康弘、石倉英彦、蓑和田良太、福本清三、木谷邦臣、和泉敬子、小船秋夫、世利ゆかり、高根さつき、深谷宏子、星野恵美子、水嶋道太郎（辰三郎）                                                                                |                                                                      |
| 第56話  | 1983年6月2日   | 炎の慕情! おんな火消の鉄火纏            | 石川孝人                 | 田中徳三 | 竹井みどり（おしん）、睦五郎（辰造）、神田隆（長五郎）、木村元（木内源之介）、須永克彦（仁兵衛）、中島俊一（三次）、滝譲二（権助）、有島淳平、藤山良、川勝誠、司裕介、世利ゆかり、深谷宏子、高根さつき、東孝 |                                                                      |
| 第57話  | 1983年6月9日   | 男の挽歌・白夜に散った女!               | 小川英 杉村のぼる        | 井沢雅彦 | 若林豪（真崎伝十郎）、水原まき（お富士）、御木本伸介（西海屋藤兵衛）、汐路章（大島屋佐平）、荒川真、五十嵐義弘、白川浩二郎、池田謙治、木下通博、井上昭、大城泰、松島弘正、深谷宏子、高根さつき、世利ゆかり |                                                                      |
| 第58話  | 1983年6月16日  | 謎の怪死事件・鏡の中の女!               | 山田隆之                 | 田中徳三 | 芦屋小雁（照吉）、井上真由美（お松）、片山由美子（お紋）、江見俊太郎（鶴谷禅丈）、浅香春彦（卯三郎）、藤沢徹夫、森源太郎、小峰隆司、白井滋郎、世利ゆかり、深谷宏子、高根さつき、松村直美、川辺俊行、東父岡勇二、池田謙治、矢部義章                                                                                        |                                                                      |
| 第59話  | 1983年6月23日  | 潜入! 魔のめじろ御殿の女                | 掛札昌裕 中島信昭        | 井沢雅彦 | 岩井友見（お夏）、千野弘美（お佐代）、笹木俊志（阿久根）、大木晤郎（宗助）、市川男女之助、武井三二、泉好太郎、宮城幸生、大月正太郎、藤山良、畑中伶一、志茂山高也、真城都子、世羅豊、松原健司、和歌林三津江、遠藤太津朗（藤波嘉平治）                                                                                      |                                                                      |
| 第60話  | 1983年6月30日  | 炎の別離・怪盗浮世の鶴吉参上!           | 和久田正明               | 井沢雅彦 | 桜木健一（鶴吉）、江並隆（神崎一学）、折尾哲郎（五朗政）、沖田駿一（横田十次郎）、川崎絵美里、柴田一幸、峰蘭太郎、橋本和博、世利ゆかり、高根さつき、深谷宏子、原田和彦、疋田泰盛、小泉麻衣子、宮城幸生、泉好太郎、三崎千恵子（お豊）                                                                                      |                                                                      |
| 第61話  | 1983年7月14日  | 黒猫呪術・さそり座の女!                 | 石川孝人                 | 松尾昭典 | 桂木文（おとき）、山本昌平（六道斉）、永田光男（清兵衛）、溝田繁（惣右衛門）、笹木俊志（吉之助）、木谷邦臣、疋田泰盛、白井滋郎、森山陽介、星野美恵子、峰蘭太郎、世利ゆかり、高根さつき、深谷宏子、依田美加 |                                                                      |
| 第62話  | 1983年7月21日  | 非情の再会・闇街道に消えた女            | 小川英 山本英明          | 田中徳三 | 坂上二郎、あき竹城、田口計、曽根晴美、小沢象、西山辰夫、国一太郎、江原政一、福本清三、小船秋夫、世利ゆかり、高根さつき、深谷宏子 |                                                                      |
| 第63話  | 1983年7月28日  | 怪奇乙女ガ池・青い日傘をさす女!         | 本田英郎                 | 田中徳三 | 珠めぐみ（お梅）、船戸順（空月）、島めぐみ（おこん）、伊藤高（源七）、柴田美保（おしま）、津島令子（おはつ）、鍛治和美（お玉）、鈴川法子（お松）、疋田泰盛、藤長照夫、壬生新太郎、細川純一、世利ゆかり、高根さつき、深谷宏子、三星登史子、妹尾友信                                                                        |                                                                      |
| 第64話  | 1983年8月4日   | 怨霊屋敷・女のしのび泣き!               | 土橋成男                 | 山下耕作 | 香野百合子（お新）、松本小雪（お弓）、稲葉義男（四郎兵衛）、堀田真三（紋三郎）、中村錦司、池田課治、藤沢徹夫、有川正治、小坂和之、世利ゆかり、深谷宏子、高根さつき、宮内洋（清吉） |                                                                      |
| 第65話  | 1983年8月11日  | 二つの顔の女・緋牡丹おりん!             | 土橋成男                 | 山下耕作 | 小林幸子（おりん）、戸浦六宏（源蔵）、春やすこ（おやす）、荒勢（弥吉）、岩尾正隆、きくち英一、波田久夫、北見唯一、西園寺章雄、広瀬義宣、野口貴史、井上望、秋山勝俊、波多野博、遠山金次郎、疋田泰盛、藤長照夫、泉好太郎、島田秀雄、平河正雄、司裕介                                                                        |                                                                      |
| 第66話  | 1983年8月18日  | 姓は女医、名は酔いどれ芸者!             | 掛札昌裕 中島信昭        | 宮越澄   | 水前寺清子（花蝶）、北村総一朗（洪庵）、五味竜太郎（重蔵）、成瀬正（直助）、蓑和田良太、木下通博、大月正太郎、新藤浩、小坂和之、江原政一、徳永まゆみ、依田美加、世利ゆかり、深谷宏子、高根さつき、壬生新太郎、白井滋郎、宮城幸生、松原健司、平河正雄                                                                      | 初「散らせるもんなら散らしてみやがれ！」 立ち回りBGM別バージョン開始 |
| 第67話  | 1983年8月25日  | 赤い疑惑を胸に旅する少女!               | 小川英、尾西兼一         | 山下耕作 | 森次晃嗣、浜田晃、西田良、出水憲司、浜村砂里、寺下貞信、原田和彦、森源太郎、遠山金次郎、有島淳平、落合智子、美松艶子、木下通洋、平河正雄、世利ゆかり、高根さつき、深谷宏子、奔田陵 |                                                                      |
| 第68話  | 1983年9月1日   | 夜霧の復讐! 傷だらけの母                | 本田英郎                 | 松尾昭典 | 二宮さよ子（おせい）、花沢徳衛（十造）、深江章喜（大久保忠之）、中田博久（戸倉玄介）、入江慎也、大島宇三郎、堀内一市、池田直人、タンクロー、小峰隆司、宮城幸生、矢部義章、西山清孝、大月正太郎、小船秋夫、大矢敬典 |                                                                      |
| 第69話  | 1983年9月15日  | 赤いピストル・博多から来た女!           | 石川孝人                 | 山下耕作 | 原田美枝子（染香）、小松方正（秋月三郎）、北村英三（源蔵）、春やすこ（おやす）、福地泡介（泡之介）、丘路千、丸平峯子、高橋仁、福本清三、木谷邦臣、世羅豊、伊藤政治、世利ゆかり、深谷宏子、高根さつき、松村真弓 |                                                                      |
| 第70話  | 1983年9月22日  | 悪女の陰謀・死体だけが知っている!       | 小川英、尾西兼一         | 宮越澄   | 加納竜（井上平四郎）、待田京介（吉蔵）、本阿弥周子（お仙）、松本朝夫（木村良庵）、春やすこ（おやす）、有光豊（宗吉）、中村錦司、和泉敬子、笠間一寿美、有島淳平、鈴木康弘、森源太郎、藤山良、和田昌也、池田謙治、芦田光一、奔田陵、前川恵美子、松村直美、的野邇代、石井洋充、松本新一郎、廿枝靖                            |                                                                      |
| 第71話  | 1983年10月20日 | おんな一心太助と深海の美女!             | 石川孝人                 | 井沢雅彦 | 由美かおる（お妙）、原田真紀（千代）、汐路章（相模屋作蔵）、春やすこ（おやす）、平沢彰（弥平次）、倉石一旺（成瀬忠右衛門）、小峰隆司、矢部義章、永田登志雄、宮城幸生、諏訪裕子、世利ゆかり、高根さつき、深谷宏子、小船秋夫、和田昌也、志茂山高也、沢田由美、勝山純子、森川正太                                            |                                                                      |
| 第72話  | 1983年10月27日 | 闇祭り、狙われた花嫁行列!               | 飛鳥ひろし               | 井沢雅彦 | 小野さやか（お孝）、亀石征一郎（大和屋政右衛門）、遠藤征慈（仙石陣十郎）、市川好朗（市松）、春やすこ（おやす）、芝本正（甲州屋勘次郎）、永野辰弥、山本一郎、立原啓裕、滝譲二、世利ゆかり、高根さつき、深谷宏子、桂登志子、疋田泰盛、川辺俊介、金岡恵夫、内藤康夫、遠山金次郎                                              |                                                                      |
| 第73話  | 1983年11月3日  | おんな牢秘話・二匹の女ねずみ小僧!       | 石川孝人                 | 山下耕作 | 芦川よしみ（お京、お新）、玉川良一（中井屋久兵衛）、江並隆（矢沢政之介）、沖田駿一（並木剛之進）、春やすこ、福本清三、西山清孝、波多野博、有島淳平、壬生新太郎、司裕介、畑中伶一、三ツ星登史子、桂登志子、世利ゆかり、高根さつき、深谷宏子                                                                                |                                                                      |
| 第74話  | 1983年11月10日 | 越後三味線・さすらいの女!               | 山田隆之                 | 田中徳三 | 松山容子（おもん）、宮口二郎（高畑宗十）、伊達三郎（徳次）、野川愛、志乃原良子、佐藤晟也、徳永まゆみ、依田美加、山野雅代、木谷邦臣、泉好太郎、森源太郎、大岐亜弥、星野恵美子、世利ゆかり、高根さつき、深谷宏子 |                                                                      |
| 第75話  | 1983年11月17日 | 小悪魔のような仮面の女!                 | 本田英郎                 | 井沢雅彦 | 一ノ瀬康子（お光、おちか）、真夏竜（清吉）、和崎俊哉（陶十郎太）、入川保則（北島屋利平）、渡辺とく子（松江）、春やすこ（おやす）、細川純一、森山紹秀、星野美恵子、前川恵美子、世利ゆかり、高根さつき、深谷宏子、角裕世、島田秀雄、鈴川法子、伊東由美、末永あつ子                                                          |                                                                      |
| 第76話  | 1983年11月24日 | 愛か真か岐路に立つ女!                   | 小川英、小野竜之助       | 井沢雅彦 | 山本みどり（お種）、伊吹剛（長次）、武藤英司（熊野屋藤兵衛）、河合絃司（木曽屋忠兵衛）、田中浩（筒井将監）、春やすこ（おやす）、玉生司郎（亀蔵）、坂口徹郎（貞吉）、安岡真知子、藤沢徹夫、藤山良、勝野賢三、世利ゆかり、高根さつき、深谷宏子、藤長照夫、妹尾友信                                                          |                                                                      |
| 第77話  | 1983年12月1日  | 人呼んで"桜吹雪の女"と発します!         | 小川英、山本英明         | 倉田準二 | 中野良子（小つる、鶴吉）、菅貫太郎（長五郎）、北条清嗣（清次）、伊藤高、大木晤郎、藤沢薫、池田謙治、橋本和博、奔田陵、井上昭、石井洋充、青野真巳、永田登志雄、曲龍伍、世利ゆかり、高根さつき、深谷宏子、島田秀雄 |                                                                      |
| 第78話  | 1983年12月8日  | 三日月心中・鈴を鳴らす女!               | 土橋成男                 | 山下耕作 | 坂上味和（おさよ）、藤岡重慶（仙蔵）、佐野アツ子（おせい）、片桐竜次（久吉）、春やすこ（おやす）、湖条千秋（お駒）、折尾哲郎（辰吉）、峰蘭太郎、笹木俊志、森源太郎、橋本和博、世利ゆかり、高根さつき、深谷宏子、富永佳代子                                                                                                |                                                                      |
| 第79話  | 1983年12月15日 | 飛燕の張り竹・女染め師お貞!             | 山田隆之                 | 井沢雅彦 | 金沢碧（お貞）、内田喜郎（仁三郎）、高田敏江（お小夜）、黒部進（理助）、斉藤絵里（お豊）、中村錦司、大橋壮多、滝譲二、中嶋俊一、世利ゆかり、高根さつき、笹木俊志、疋田泰盛、有島淳平、島田秀雄、鈴川法子 |                                                                      |
| 第80話  | 1983年12月22日 | 十六夜殺人・悪夢をみた女!               | 土橋成男                 | 田中徳三 | 賀田裕子（お紫乃）、遠藤太津朗（重蔵）、岩尾正隆（狩谷伊十郎）、伊庭剛（和吉）、宮崎達也、細川純一、蓑和田良太、武井三二、世羅豊、白礼花、富永佳代子、世利ゆかり、高根さつき、深谷宏子 |                                                                      |
| 第81話  | 1984年1月12日  | 剣客秘話・女だてらに道場破り!           | 飛鳥ひろし               | 倉田準二 | 大信田礼子（篠原千秋）、石山律雄（笹田一之助）、石橋雅史（黒岩陣十郎）、岩瀬威司、戸塚孝、鈴木康弘、世利ゆかり、高根さつき、深谷宏子、木下通博、小坂和之、砂崎秀明 |                                                                      |
| 第82話  | 1984年1月19日  | 大奥潜入! 顔で笑って心で泣く母          | 土橋成男                 | 山下耕作 | 赤座美代子（お駒）、御木本伸介（重兵衛）、黒田福美（お里）、加藤由美（ミス映画村）（お妙）、安岡真智子（勝山）、吉田哲子、世利ゆかり、高根さつき、深谷宏子、大島光幸、小峰隆司、波多野博、有島淳平、藤沢徹夫、大城泰、志茂山高也、妹尾友信、富永佳代子                                                                    |                                                                      |
| 第83話  | 1984年1月26日  | 悪魔が笑えば恐怖の幕があく!             | 小川英、杉村のぼる       | 井沢雅彦 | 大場順（矢崎伊之助）、大塚良重（おゆみ）、寺下貞信（清造）、勝野賢三（子分）、荻原郁三、世利ゆかり、高根さつき、和田昌也、矢部義章、森源太郎、西山清孝、島田秀雄、川勝誠、伊藤政治、藤長照夫 |                                                                      |
| 第84話  | 1984年2月9日   | 悪徳のいけにえにされた美人画の女!       | 飛鳥ひろし               | 山下耕作 | 日高久美子（おちか）、待田京介（仁兵衛）、石浜祐次郎（政右衛門）、原口剛（服部嘉太夫）、坂口徹郎、世利ゆかり、高根さつき、野口貴史、木下純、根津良行、椿竜二、大城泰、藤巻潤（歌川英仙） |                                                                      |
| 第85話  | 1984年2月16日  | 危うし女太夫! 黒鳩大襲来!               | 本田英郎                 | 松尾昭典 | 岩井友見（若竹はん）、西沢利明（大原主計）、近藤宏（仁太夫）、平川広美、中西紫野、依田美加、沢田由美、木谷邦臣、峰蘭太郎、宮城幸生、武井三二、小船秋夫、的野通代、松村直美、鈴川法子、桂登志子、富永佳代子、岩井杜久松、有島淳平、島田秀雄、森源太郎、高谷舜二                                                            |                                                                      |
| 第86話  | 1984年2月23日  | 料亭女将殺人・真犯人にされた金さん!     | 石川孝人                 | 山下耕作 | 高橋惠子（おゆき）、青木義朗（野坂右衛門）、田中弘史（甚兵衛）、小田部通麿（茂造）、衣麻遼子（お福）、長尾深雪（おその）、福本清三、白井滋郎、藤山良、宮城幸生、泉好太郎、小船秋夫、内藤康夫、畑中伶一、大月正太郎 |                                                                      |
| 第87話  | 1984年3月1日   | 意外! 早田彦十郎が結婚サギ師!!          | 石川孝人                 | 井沢雅彦 | 根本律子（お峰）、中島ゆたか（志乃）、青山良彦（古川右近）、朝比奈順子（おきん）、佐藤京一、堀内一市、中村錦司、木谷邦臣、世利ゆかり、高根さつき、富永佳代子、小林輝久、吉野隆三、田中博、妹尾友信、永田登志雄 |                                                                      |
| 第88話  | 1984年3月8日   | 愛か憎しみか灼熱の女人形師!             | 山田隆之                 | 田中徳三 | 桜木健一（粂次）、桂川京子（おかよ）、有光豊、小田部通麿、原田君事、河東けい、藤山良、蓑和田良太、小坂和之、世利ゆかり、高根さつき、島田秀雄、東孝、江原政一、宮崎博、谷村昌彦（藤右衛門） |                                                                      |
| 第89話  | 1984年3月15日  | 決死の殴り込み・死装束の遠山金四郎!     | 石川孝人、小川英         | 田中徳三 | 麻生えりか（つや）、高野真二（永倉外記）、曽根晴美（田宮新八）、三浦徳子、森源太郎、藤沢徹夫、白井滋郎、矢部義章、河辺浩、木下通博、世利ゆかり、高根さつき、秋田慎雄、壹岐愛香、紅かおる、丹波哲郎（特別出演）（松平和泉守）                                                                                              | 紀州藩江戸屋敷内、紀州藩主徳川信綱の面前（御簾越し）で桜風吹を披露   |
| 第90話  | 1984年3月22日  | 哀愁の羽蝶蘭・消音銃の女!               | 高木謙                   | 井沢雅彦 | 白都真理（お美津）、丹古母鬼馬二（源太）、江並隆（小出多門）、森幹太（善兵衛）、藤木聖子（お信乃）、北九州男、大崎紀子、大川かつ子、世利ゆかり、高根さつき、新城邦彦、橋本和博、的野邇代、島田秀雄、春藤真澄、美柳陽子、江原政一                                                                                          |                                                                      |
| 第91話  | 1984年3月29日  | 京の貴公子・綾小路菊麿さまお成り!       | 土橋成男                 | 松尾昭典 | 三田明（新次）、秋谷陽子（お加代）、藤木孝（菊麿）、北原義郎（大国屋佐兵衛）、森章二、笹木俊志、芝本正、池田謙治、大矢敬典、疋田泰盛、細川純一、奔田陵、木下通博、畑中伶一、美松艶子、遠藤隆厳 |                                                                      |
| 第92話  | 1984年4月19日  | 南海の女・琉球より愛をこめて!           | 石川孝人                 | 山下耕作 | 辺見マリ（矢沢うりか）、宮内洋（具志顕尚真）、田中浩（久保山唯三郎）、陶隆司（大隅屋惣兵衛）、五味竜太郎、福本清三、峰蘭太郎、志茂山高也、細川純一、世利ゆかり、高根さつき、遠山金次郎、森山紹秀、内藤康夫、司裕介、高橋かおり                                                                                            |                                                                      |
| 第93話  | 1984年4月26日  | 銃口に立つ! みちのく肝っ玉姉さん        | 石川孝人                 | 山下耕作 | 水沢アキ（おふく）、山本昌平（雲海和尚）、黒部進（田所竜之介）、浅香春彦（風間六蔵）、沖田さとし（兵吉）、鈴木康弘、細川純一、小峰隆司、世利ゆかり、高根さつき、的野通代、藤沢徹夫、疋田泰盛、森山陽介、大矢敬典 |                                                                      |
| 第94話  | 1984年5月3日   | 女豹が狙った42人の大スリ軍団!           | 本田英郎                 | 山下耕作 | 坂上二郎（次郎吉）、日向明子（お蝶）、若柳祿寿（おれん）、深江章喜（黒兵衛）、外山高士（松川主水）、沖田峻一郎、溝田繁、成瀬正、岩尾正隆、泉好太郎、宮城幸生、峰蘭太郎、平河正雄、藤山良、小坂和之、太田かずよ |                                                                      |
| 第95話  | 1984年5月10日  | 母恋いオルゴール・旅路の女!             | 高木謙                   | 吉川一義 | シェリー（るい）、谷口香（お絹）、汐路章（藤兵衛）、西田良（源太）、出水憲司（安蔵）、衣麻遼子、市原まい子、蓑和田良太、世利ゆかり、高根さつき、池田謙治、泉好太郎、原田和彦、遠山金次郎、矢部義章、春藤真澄、西山清孝 |                                                                      |
| 第96話  | 1984年5月17日  | 妖剣秘話・裏切られた女!                 | 石川孝人                 | 井沢雅彦 | 三浦リカ（桜子）、村田正雄（仁平）、小沢象（高田伝右衛門）、田島義文、柳川清、芝本正、坂口徹郎、永田登志雄、浜伸二、世利ゆかり、高根さつき、黒川あゆみ、和田昌也、星野絵美子、峰蘭太郎、大月正太郎 |                                                                      |
| 第97話  | 1984年5月24日  | 男運の悪い美女が二人!                   | 下村優                   | 吉川一義 | 早川絵美（おその）、名和宏（堀田主膳）、天草四郎（惣兵衛）、堀田真三（村井源十郎）、高橋仁（喜平）、山本義男、世利ゆかり、高根さつき、福本清三、石井洋充、司裕介、山田良樹、宮城幸生、疋田泰盛 |                                                                      |
| 第98話  | 1984年5月31日  | 人呼んで"桜吹雪の女"II                  | 小川英、山本英明         | 山下耕作 | 中野良子（小つる）、伊吹剛（清次）、浜田寅彦（文造）、陶隆司（弥平）、岩田直二、野口貴文、木村元、堀越平八郎、秋山勝俊、木下通博、有島淳平、木谷邦臣、富永佳代子、畑中伶一、桂登志子、吉田信夫、小船秋夫、脇田和美 |                                                                      |
| 第99話  | 1984年6月7日   | 悪女に恋したモテモテ早田彦十郎!         | 土橋成男                 | 田中徳三 | 林亜理沙（お蝶）、内田勝正（市蔵）、一柳みる（お萬）、内山みどり（ミス映画村）、河野清子、楠年明、和田かつら、小峰隆司、峰蘭太郎、波多野博、依田美加、筑波みどり、吉野隆三、小林輝久、田中博、中島ゆたか（志乃） |                                                                      |
| 第100話 | 1984年6月14日  | 幻の秘宝・奥能登から来た女!             | 山田隆之                 | 山下耕作 | 島村佳江（お美和）、内田稔（伊勢屋半兵衛）、河合絃司（源兵衛）、宮城健太郎、中村錦司、北見唯一、福本清三、藤沢徹夫、森源太郎、橋本健、世利ゆかり、高根さつき、美松艶子、にしきのあきら（佐太郎） |                                                                      |
| 第101話 | 1984年6月21日  | 危険な潜入! 赤い殺意に燃えた女          | 飛鳥ひろし               | 井沢雅彦 | 朝比奈順子（上野雪路）、中島ゆたか（志乃）、船戸順（榊原将監）、西山辰夫（熊平）、川浪公次郎、森篤子、藤沢徹夫、久仁亮子、志茂山高也、西山清孝、大月正太郎、遠山金次郎、大矢敬典、吉野隆三、小林輝久、田中博 |                                                                      |
| 第102話 | 1984年6月28日  | 前代未聞! 凧が女性の敵を殺した!?        | 小川英、四十物光男       | 井沢雅彦 | 真夏竜（治助）、木の実味摩子（お佳代）、佐藤京一（常三）、高峰圭二（矢吉）、長尾深雪（お奈津）、国田栄弥（大津屋茂兵衛）、世利ゆかり、高根さつき、有島淳平、小菅朋子、木谷邦臣、池田謙治、矢部義章 |                                                                      |
| 第103話 | 1984年7月5日   | 夜叉面の罠! 愛に棄てられた女            | 石川孝人                 | 山下耕作 | 山本みどり（お春）、河原崎建三（時三）、曽根晴美（権六）、松田明（近江屋）、湖条千秋（おくに）、山本咲子（ミス映画村）、峯るみこ、有栖川淑子、福本清三、志茂山高也、奔田陵、藤山良、世利ゆかり、高根さつき、星野美恵子、疋田泰盛、井上昭                                                                                  |                                                                      |
| 第104話 | 1984年7月12日  | 女賞金稼ぎ! 緋ぼたんおりんII            | 石川孝人                 | 田中徳三 | 木の実ナナ（おりん）、菅貫太郎（茂造）、倉田健（矢沢由之介）、大木晤郎（佐吉）、志乃原良子、白井滋郎、甲斐みどり、矢部義章、壬生新太郎、秋田慎雄、細川純一、藤長照夫、的野通代、川辺俊行 |                                                                      |
| 第105話 | 1984年7月19日  | うたかたの夢・悪夢を見た華園の女!       | 本田英郎                 | 松尾昭典 | 奈良富士子（おもん）、日野道夫（治平）、立川三貴（宮田東雅）、小田部通麿（権六）、永田光男（古部宗明）、加藤由美（ミス映画村）、森源太郎、峰蘭太郎、有島淳平、高並功、小船秋夫、泉好太郎、村田謙一郎、星野美恵子、美松艶子、桂登志子、富永佳代子、依田美加、松村直美                                                      |                                                                      |
| 第106話 | 1984年7月26日  | 女はつらいよ! タンカバイのお初一代      | 山田隆之                 | 松尾昭典 | すどうかづみ（お初）、戸浦六宏（照庵）、唐沢民賢（専八）、手塚茂夫（為吉）、森章二（友三郎）、寺下貞信（政五郎）、中嶋俊一、木谷邦臣、武井三二、小峰隆司、江原政一、世利ゆかり、高根さつき |                                                                      |
| 第107話 | 1984年8月2日   | 浴槽の死美人・怨みの琴をひく女!         | 飛鳥ひろし               | 井沢雅彦 | 小野さやか（お君）、風見章子（生上月琴）、黒田福美（菊乃）、上野山功一（富永内膳正）、市川好朗（大蔵）、伊庭剛、高橋かおり、武藤裕子、波多野博、白井滋郎、世利ゆかり、高根さつき、藤沢徹夫、小坂和之、高谷舜二、司裕介 |                                                                      |
| 第108話 | 1984年8月9日   | 母子悲歌・愛ひとすじの女!               | 土橋成男                 | 山下耕作 | 三上真一郎（伊三郎）、長谷川弘（玄海屋）、五味龍太郎（広川）、笹木俊志、小坂和之、池田謙治、徳永まゆみ、世利ゆかり、高根さつき、島田秀雄、鎌倉俊明、司裕介、渡辺有希子、上村香子（政江） |                                                                      |
| 第109話 | 1984年8月16日  | 怪奇! オランダ衣裳の蝶は二度死ぬ        | 飛鳥ひろし               | 井沢雅彦 | 大塚良重（お稲）、和崎俊哉（吉五郎）、衣麻遼子（お島）、きくち英一（岩松）、北原将光、高橋仁、河東けい、原麻理子、世利ゆかり、高根さつき、木下純、遠山金次郎、有島淳平、大月正太郎 |                                                                      |
| 第110話 | 1984年8月23日  | 花の単身赴任・夢追い美女がかけた罠!     | 土橋成男                 | 井沢雅彦 | 大場久美子（お冴）、小野進也（岡部庄三郎）、原口剛（新八郎）、永野辰弥、木谷邦臣、中村錦司、波多野博、池田謙治、藤沢徹夫、白井滋郎、矢部義章、小坂和之、前川智子、前川恵美子、西山清孝、森山陽介、井上昭、谷口孝史、中島ゆたか（志乃）                                                                                    |                                                                      |
| 第111話 | 1984年8月30日  | 夜霧に消えた南蜜首飾りの女!             | 掛札昌裕、中島信昭       | 田中徳三 | 桂川京子（お絹）、西田健（清吉）、佐野アツ子（お艶）、岩尾正隆、勝野賢三、森秀人、久仁亮子、世利ゆかり、高根さつき、諏訪裕子、吉野隆蔵、大月正太郎、石井洋充、川添理子、西村さゆり、伊藤美香子、鈴川法子 |                                                                      |
| 第112話 | 1984年9月6日   | 呪いの妖術・メトロノームに泣く女!       | 石川孝人                 | 宮越澄   | 坂上味和（おすみ）、草川祐馬（佐吉）、西田良（勘造）、中嶋俊一、森源太郎、大念寺誠、疋田泰盛、武井三二、平河正雄、世利ゆかり、高根さつき、依田美加、遠藤太津朗（坂田小十郎） |                                                                      |
| 第113話 | 1984年9月13日  | 炎の女用心棒! 黒猫のお銀                | 高木謙                   | 宮越澄   | 三原順子（お銀）、中山昭二（桝屋元右衛門）、田中浩（荒谷鬼十郎）、黒部進（九郎兵衛）、鹿又裕司（彦太郎）、波多野博、和泉敬子、笹木俊志、世利ゆかり、高根さつき、坂本谷麻由美、毛利桜子、西山清孝、小船秋夫、大矢敬典、小谷浩三                                                                                            |                                                                      |
| 第114話 | 1984年9月20日  | 水中乱舞!!忍びの女六人衆                | 掛札昌裕、中島信昭       | 黒田義之 | 水原まき（波江）、高野真二（九兵衛）、南城竜也（要蔵）、香野麻理（磯野）、高橋かおり（お小夜）、福本清三、山本咲子（ミス映画村）、木谷邦臣、稲葉浩子、松村真弓、吉野隆蔵、小林輝久、田中博、泉好太郎、司裕介、橋本和博、伊藤政治、川勝誠                                                                                  |                                                                      |
| 第115話 | 1984年9月27日  | 愛か死か! 美しき女囚の脱走              | 柴英三郎                 | 田中徳三 | 金沢碧（お栄）、青山良彦（原口内膳）、風間舞子（お咲）、世利ゆかり、高根さつき、森源太郎、友田恭司、宮城幸生、有島淳平、遠山金次郎、宮崎博、西山清孝、大門正明（神坂多聞） |                                                                      |
| 第116話 | 1984年10月11日 | 女侠一代! 鬼子母神おはな                | 石川孝人                 | 田中徳三 | 畑中葉子（おはな）、亀石征一郎（近藤晋十郎）、汐路章（勘造）、須賀不二男（久五郎）、手塚茂夫（留吉） | この回より長崎矢お弓が登場                                           |
| 第117話 | 1984年10月18日 | 狙われた聖女・富貴楼おしの!             | 本田英郎                 | 田中徳三 | 笠間一寿美（おしの）、菅貫太郎（伊東修理）、深江章喜（山谷の三八）、日高久美子（袖萩太夫）、加藤由美（ミス映画村）（おこう）、徳田興人、丘路千、鈴木康弘、蓑和田良太、山口朱美、世利ゆかり、高根さつき、島田秀雄、峰蘭太郎、中川志乃、勝山純子                                                                            |                                                                      |
| 第118話 | 1984年10月25日 | おんな牢犯科帖・消えた死刑囚!           | 飛鳥ひろし               | 井沢雅彦 | 森田理恵（お仲）、御木本伸介（藤八）、上田耕一（勝造）、伊庭剛、内山みどり（ミス映画村）、安岡真智子、新橋伸介、中西宣夫、森秀人、松谷令子、小野朝美、世利ゆかり、高根さつき、前川恵美子、平河正雄、松村直美、諏訪裕子、川辺俊介                                                                                          |                                                                      |
| 第119話 | 1984年11月1日  | 女菩薩の如く、女夜叉の如し!             | 土橋成男                 | 井沢雅彦 | 浅野ゆう子（小蝶）、南条弘二（清太郎）、藤岡重慶（吉川芳斉）、江並隆（儀平）、山本弘、小峰隆司、大木悟郎、疋田泰盛、波多野博、藤沢徹夫、細川純一、世利ゆかり、高根さつき、窪田弘和 |                                                                      |
| 第120話 | 1984年11月22日 | 魔剣の旅・越後三味線の女II              | 山田隆之                 | 松尾昭典 | 松山容子（おもん）、伊達三郎（徳右衛門）、湖条千秋（お多恵）、森章二（惣五郎）、芝本正（堂本路山）、木谷邦臣、武井三二、宮城幸生、森源太郎、徳永まゆみ、世利ゆかり、高根さつき、大矢敬典、長内美那子（芳江） |                                                                      |
| 第121話 | 1984年11月29日 | 女優志願! 火の国から来た女              | 石川孝人                 | 黒田義之 | 美保純（おさよ）、神田隆（伊左衛門）、中村竜三郎（藤兵衛）、大竹修造（時三）、江崎和代（お孝）、沢亜紀、世利ゆかり、高根さつき、宮城幸生、藤山良、武田雅子、岡田英次（市村団十郎） |                                                                      |
| 第122話 | 1984年12月6日  | 愛の墓場・二人の父をもつ悪女!           | 小川英、尾西兼一         | 松尾昭典 | 坂上二郎（次郎吉）、草薙幸二郎（佐兵衛）、黒田福美（お糸）、成瀬正（清次）、姫ゆり子（お浜）、森篤子、世利ゆかり、高根さつき、矢部義章、泉好太郎、岡嶋艶子、江原政一、井上昭、有島淳平 |                                                                      |
| 第123話 | 1984年12月13日 | 尼僧物語・禁じられた灼熱の恋!           | 本田英郎                 | 田中徳三 | 手塚理美（慈光）、戸浦六宏（松平忠久）、下塚誠（丈吉）、宮口二朗（成島主馬）、藍ともこ（春光）、笹木俊志、玉岡加奈子、近江輝子、島田秀雄、志茂山高也、大矢敬典、和田昌也、三ツ星東美、世利ゆかり、高根さつき、美松艶子、有島淳平、藤長照夫                                                                                |                                                                      |
| 第124話 | 1984年12月20日 | 謎の黒真珠・白い夜霧のさすらい女!       | 掛札昌裕、中島信昭       | 黒田義之 | 春日宏美（霧太郎）、島村佳江（おつや）、長谷川弘（九兵衛）、五味龍太郎（勘助）、福本清三、小峰隆司、小坂和之、井上ユカリ、世利ゆかり、高根さつき、森山陽介、松村直美、川勝誠、青野真巳、岡本美紀 |                                                                      |
| 第125話 | 1984年12月27日 | 恋の迷路・黒い疑惑の名人戦!             | 小川英、杉昌英           | 田中徳三 | にしきのあきら（島田才蔵）、林亜里沙（おみつ）、中嶋俊一（留吉）、増田順司（金助）、佐藤晟也（繁蔵）、福山象三（重三郎）、紅萬子、世利ゆかり、高根さつき、富永佳代子、峰蘭太郎、遠山金次郎、平河正雄、司裕介、西山清孝、伊藤政治、泉好太郎、疋田泰盛                                                                      |                                                                      |
| 第126話 | 1985年1月10日  | 闇の女元締・唐獅子のお駒!               | 高木謙                   | 井沢雅彦 | 草笛光子（お駒）、天草四郎]（そば屋のお爺）、原口剛（熊沢軍太夫）、佐藤京一、唐沢民賢、中村錦司、浜伸二、勝野賢三、藤沢徹夫、白井哲也、三ツ星登史子、諏訪裕子、世利ゆかり、高根さつき、遠山金次郎、内藤康夫、木下通博、奔田陵、北村明男                                                                                   |                                                                      |
| 第127話 | 1985年1月17日  | 深川情話・愛をきざむ氷の女!             | 山田隆之                 | 山下耕作 | 奈良富士子（花勇）、井上昭文（潮五郎）、高峰圭二（孝次）、衣麻遼子（政江）、重久剛一（左八）、入江慎也、木谷邦臣、北見唯一、世利ゆかり、高根さつき、星野美恵子、美柳陽子、峰蘭太郎、疋田泰盛、川勝誠／アラカワ氷彫刻（荒川昇治）                                                                                          |                                                                      |
| 第128話 | 1985年1月24日  | 哀愁の女舞踏家お蝶の恋!                 | 土橋成男                 | 井沢雅彦 | 芦川よしみ（お蝶）、宮内洋（由兵衛）、浜田晃（源太夫）、日野道夫（治平）、きくち英一、池田謙治、橋本和博、原田和彦、世利ゆかり、高根さつき、あい京子、沢田由美、勇家寛子、松吉睦美 |                                                                      |
| 第129話 | 1985年1月31日  | 人呼んで"桜吹雪の女"III・慕情篇         | 小川英、山本英明         | 田中徳三 | 中野良子（小つる）、品川隆二（徳兵衛）、柴田侊彦（駒吉）、秋谷陽子（妙香尼）、有川正治、池田謙治、波多野博、有島淳平、世利ゆかり、高根さつき、森山陽介、泉好太郎／小川英シナリオ塾 尾島多訶子、山中茉利、大川佳美 |                                                                      |
| 第130話 | 1985年2月7日   | 喪服の女に忍び寄る赤い罠!               | 飛鳥ひろし               | 山下耕作 | 千野弘美（お照）、船戸順（吉田清兵衛）、北原義郎（八右衛門）、岩尾正隆、福本清三、坂口徹郎、東竜子、岡嶋艶子、和田かつら、世利ゆかり、高根さつき、鈴川法子、大月正太郎、三谷真理子、上野秀年、有島淳平 |                                                                      |
| 第131話 | 1985年2月14日  | 偽りの化粧・不良少女の母!               | 石川孝人                 | 黒田義之 | 浅利香津代（お蔦）、遠藤太津朗（向井甚内）、田中浩（庄右衛門）、内山みどり（お銀）、西田良（倉田竜之介）、志織満助（留造）、石倉英彦、武井三二、永田登志雄、笹木俊志、前川恵美子、世利ゆかり、高根さつき、小坂和之、大矢敬典、中島ゆたか（志乃）                                                                          |                                                                      |
| 第132話 | 1985年2月21日  | 結婚願望・恋に恋した女!                 | 掛札昌裕、中島信昭       | 黒田義之 | 小野さやか（お咲）、佐藤仁哉（新三郎）、和崎俊哉（喜右衛門）、麻生美衣、ハル・ゴールド、斉藤絵里、和泉敬子、世利ゆかり、高根さつき、神宮司秋生、白井滋郎、江原政一、富永佳代子、壬生新太郎、有島淳平 |                                                                      |
| 第133話 | 1985年2月28日  | 危険な密会・くれない族の乱舞!           | 土橋成男                 | 田中徳三 | 香山まり子（お夏）、石橋雅史（藤蔵）、黒部進（山岡九十郎）、渡辺とく子、福本清三、森篤子、森源太郎、司裕介、星野美恵子、世利ゆかり、高根さつき、桂登志子、加納竜（峯吉） |                                                                      |
| 第134話 | 1985年3月7日   | 愛のさすらい・女経師スタコラお照!       | 山田隆之                 | 宮越澄   | 山本みどり（お照）、織本順吉（佐兵衛）、大場順（美濃吉）、丘路千、細川純一、小峰隆司、疋田泰盛、森源太郎、藤沢徹夫、世利ゆかり、高根さつき、伊藤政治、川辺俊行、小坂和之、宮崎博 |                                                                      |
| 第135話 | 1985年3月14日  | お父上! おゆきの愛は死にました!         | 高木謙                   | 宮越澄   | 長門勇（安井孫六）、高田敏江（たか）、片山由香（ゆき）（ミス映画村）、外山高士、松原留美子、一柳みる、五味龍太郎、沖田さとし、山本一郎、原田和彦、世利ゆかり、高根さつき、衣笠由理子、前川恵美子、中村仁美、大江光、正木一馬、和田昌也、浅田祐一                                                                          |                                                                      |
| 第136話 | 1985年3月21日  | ろくでなし女医の心の旅路!               | 石川孝人                 | 井沢雅彦 | 新藤恵美（おとき）、木村元（野添文太郎）、原田真紀（おちか）、山口奈美、高橋仁、西園寺章雄、北見唯一、永野辰弥、北原将光、宮城幸生、平河正雄、世利ゆかり、高根さつき、畑中伶一、志茂山高也、矢部義章、藤山良 |                                                                      |
| 第137話 | 1985年4月18日  | 女子連れ旅・人の情けはいりませぬ!       | 本田英郎                 | 山下耕作 | 香野百合子（お甲）、江並隆（山辺弾正）、湖条千秋（お蓮）、木谷邦臣、池田謙治、笹木俊志、五十嵐義弘、藤長照夫、畑中伶一、平河正雄、志茂山高也、世利ゆかり、高根さつき、山口若菜、橋本和博、西山清孝、川勝誠、福中勢至郎、美松艶子、司裕介                                                                                  |                                                                      |
| 第138話 | 1985年4月25日  | 魔の館・悪女を泣かせた浪花の母!         | 石川孝人                 | 山下耕作 | ミヤコ蝶々（おたね）、竹井みどり（お紋）、高野真二（岩室陣内）、中村竜二朗（藤右衛門）、内田喜郎（梅之助）、森秀人（長兵衛）、藤沢徹夫、武井三二、峰蘭太郎、矢部義章、前川恵美子、世利ゆかり、高根さつき、窪田弘和、井上昭                                                                                                |                                                                      |
| 第139話 | 1985年5月2日   | 紫水晶の女! NAGASAKIへ愛                | 小川英、蔵元三四郎       | 山下耕作 | 山本ゆか里（お艶）、藤岡重慶（太田屋弘八）、原口剛（坂口保之）、岩尾正隆、山本咲子、笹木俊志、スコット・ロジャース、有島淳平、波多野博、泉好太郎、森源太郎、小峰隆司、小坂和之、川辺俊行、小船秋夫、原田和彦、森山陽介、永田登志雄、東孝、伊藤寿美男                                                                      |                                                                      |
| 第140話 | 1985年5月9日   | 女用心棒・黒猫のお銀II "女は心が命です" | 高木謙                   | 井沢雅彦 | 三原じゅん子（お銀）、石山律雄（大槻玄以）、高城淳一（村井竹庵）、高峰圭二（権田三九郎）、伊達三郎（九蔵）、ストロング金剛、重久剛一、海老江寛、有島淳平、島田秀雄、矢部義章、小峰隆司、志茂山高也、三ツ星登志子、世利ゆかり、高根さつき、大江光、和田昌也                                                                |                                                                      |
| 第141話 | 1985年5月16日  | 悪魔の囁き・恋三味線の女!               | 飛鳥ひろし               | 井沢雅彦 | 佐藤万理（お咲）、青山良彦（芳三郎）、深江章喜（仁兵衛）、岩田直二（六左衛門）、佐藤仁哉（伊助）、沢亜樹、波多野博、福本清三、遠山金次郎、世利ゆかり、高根さつき、依田美加、桑田範子、勇家寛子、宮崎博、大月正太郎、杉山幸晴                                                                                              |                                                                      |
| 第142話 | 1985年5月23日  | 新・女賞金稼ぎ! 緋ぼたんお京            | 石川孝人                 | 宮越澄   | 大信田礼子（お京）、中山昭二（十蔵）、小林勝彦（谷村精之介）、上野山功一、木谷邦臣、白井滋郎、世利ゆかり、高根さつき、藤長照夫、畑中伶一、島田秀雄、川勝誠、入江武敏、浜田隆広、床尾賢一 |                                                                      |
| 第143話 | 1985年5月30日  | さすらいの黙示録・越後三味線の女III     | 山田隆之                 | 宮越澄   | 松山容子（おもん）、草薙幸二郎（玄兵衛）、日向明子（おしま）、市丸和代、下元年世、久仁亮子、疋田泰盛、池田謙治、世利ゆかり、高根さつき、谷口孝史、東孝、三谷真理子、藤山良、桂登志子、宮崎博、上野秀年、稲泉智万、依田美加                                                                                                |                                                                      |
| 第144話 | 1985年6月6日   | 母の名はおんな水中縄抜け師!             | 高木謙                   | 山下耕作 | 朝比奈順子（お芳）、菅貫太郎（伊部重四郎）、小田部通麿（熊五郎）、黒部進（吉造）、三原世司奈（お松）、大木晤郎、小船秋夫、峰蘭太郎、畑中伶一、藤長照夫、富永佳代子、世利ゆかり、高根さつき、疋田泰盛 |                                                                      |
| 第145話 | 1985年6月13日  | 蕾のままで散る女・春駒屋お夏!           | 土橋成男                 | 山下耕作 | 山本みどり（お夏）、井上昭文（藤蔵）、西沢利明（天野新八郎）、川崎公明（久次郎）、中村錦司（辰五郎）、波多野博、小峰隆司、細川純一、福本清三、白井滋郎、木下通博、世利ゆかり、高根さつき、大原きぬ恵、井下理恵 |                                                                      |
| 第146話 | 1985年6月20日  | 愛しの悪女・唇に紅は無用!               | 石川孝人                 | 山下耕作 | 新藤恵美（おけい）、丸山秀美（美保）、江見俊太郎（久米玄蕃）、岩尾正隆（茂造）、福本清三、白井滋郎、司裕介、神宮司秋生、三星東美、三星登志子、星野美恵子、前川恵美子、頼成裕理子、世利ゆかり、高根さつき、窪田弘和 |                                                                      |
| 第147話 | 1985年6月27日  | 夕陽の決斗・妻よ静かに眠れ!             | 小川英 胡桃哲 尾島多訶子 | 松尾昭典 | 若林豪（佐伯友之進）、服部妙子（菊枝）、田口計（徳兵衛）、峰蘭太郎（伊之吉）、武見潤、福本清三、坂口徹郎、木谷邦臣、世利ゆかり、高根さつき、宮城幸生、川勝誠、大月正太郎、泉好太郎 |                                                                      |
| 第148話 | 1985年7月4日   | 女のいくさ・花も嵐も踏みこえて!         | 本田英郎                 | 山下耕作 | 西崎みどり（八重）、北原義郎、徳田興人、西田良、衣麻遼子、寺下貞信、中嶋俊一、重久剛一、山本一郎、三笠敬子、志茂山高也、富永佳代子、江原政一、世利ゆかり、高根さつき、根上淳（小谷喜内） |                                                                      |
| 第149話 | 1985年7月11日  | 妖星伝・天から美女が降って来た!         | 石川孝人                 | 松尾昭典 | 増田恵子（あや）、小沢象（橋爪主膳）、北町嘉朗（勘兵衛）、伊庭剛（森数馬）、山口奈美（お甲）、野口貴史（勝造）、小柳圭子、志茂山高也、小坂和之、藤沢徹夫、武井三二、疋田泰盛、世利ゆかり、高根さつき、壱岐愛香、山下和哉、正木林太郎、只木栄美、上野秀年                                                                  |                                                                      |
| 第150話 | 1985年7月18日  | 女遊び人・昇り竜のお篠七変化!           | 高木謙                   | 黒田義之 | 藤田美保子（お篠）、小林昭二（九郎兵衛）、浜田晃（銭屋久六）、志麻いづみ、手塚茂夫、片山由香、大木晤郎、丸平峯子、三浦徳子、宮城幸生、島田秀雄、有島淳平、泉好太郎、小船秋夫、永田登志雄、上野秀年、世利ゆかり、高根さつき                                                                                                |                                                                      |
| 第151話 | 1985年7月25日  | 人呼んで"桜吹雪の女"4・激斗編           | 小川英、山本英明         | 田中徳三 | 中野良子（小つる）、内田稔（宗右衛門）、湖条千秋（お甲）、井田弘樹、笹木俊志、疋田泰盛、新藤浩、藤長照夫、畑中伶一、世利ゆかり、高根さつき、内藤康夫、有島淳平、宮崎博、平河正雄、藤山良、星野美恵子 |                                                                      |
| 第152話 | 1985年8月1日   | 華麗なる賭け・女壺振り師お涼!           | 土橋成男                 | 田中徳三 | かたせ梨乃（お涼）、大場順（清吉）、田中浩（本田源之丞）、穂高稔（市兵衛）、長尾深雪（お浪）、佐藤晟也、勝野賢三、西山嘉孝、徳永まゆみ、永田登志雄、森源太郎、島田秀雄、世利ゆかり、高根さつき、井下理恵、井上昭 |                                                                      |
| 第153話 | 1985年8月22日  | 色男に騙された天下の美女!               | 飛鳥ひろし               | 黒田義之 | 芦川よしみ（お市）、南城竜也（朝吉）、水原まき（お島）、きくち英一、西山清孝、橋本和博、森源太郎、木谷邦臣、白井滋郎、大月正太郎、平河正雄、世利ゆかり、高根さつき、中島ゆたか（早田志乃） |                                                                      |
| 第154話 | 1985年9月5日   | 未婚の母! 愛の子育て夢日記              | 石川孝人                 | 井沢雅彦 | 千野弘美（おみよ）、宮口二郎（辰巳屋儀衛門）、五味龍太郎（黒木弾正）、ひし美ゆり子（お峰）、富田恵子（おつね）、重久剛一、石倉英彦、川浪公次郎、福本清三、有島淳平、池田謙治、大矢敬典、世利ゆかり、高根さつき、岡本大輔、稲泉智万、勝山純子、美松艶子、桂登志子                                                          |                                                                      |
| 第155話 | 1985年9月12日  | 愛よ甦れ! 傷だらけの娼婦                | 柴英三郎                 | 井沢雅彦 | 金沢碧（お浜）、遠藤憲一（兆治）、藤堂新二（立花多聞）、京春上（お園）、溝田繁（立花左近将監）、谷口孝史、土井健守、ホープ豊、白井滋郎、浜田隆広、川勝誠、入江武敏、世利ゆかり、高根さつき |                                                                      |
| 第156話 | 1985年9月19日  | 魔女にされたおむすび屋お春!             | 山田隆之                 | 田中徳三 | 三浦リカ（お春）、北九州男（桐ヶ谷検校）、一柳みる（お久）、浜伸二、奔田陵、疋田泰盛、諏訪裕子、永田登志雄、浅井誠、山田良樹、大月正太郎、壬生新太郎、宮崎博、伊吹剛（友吉） |                                                                      |

### 遠山の金さんII（1985年 - 1986年）
| 話数   | 放送日         | サブタイトル                      | 脚本               | 監督     | ゲスト |
| ------ | -------------- | --------------------------------- | ------------------ | -------- | --- |
| 第1話  | 1985年10月15日 | お奉行さま! 女の命あずけます!!    | 小川英、胡桃哲     | 田中徳三 | 木村弓美（おたえ）、真夏竜（三枝新之助）、藤岡重慶（勝蔵）、柴田侊彦（藤林源之進）、有川正治（伊助）、三田篤子（おちよ）、井上真由美（お君）、波多野博、永田登志雄、遠山金次郎、有島淳平、武井三二、宮崎博 東映京都俳優養成所                                               |
| 第2話  | 1985年10月22日 | 神田川伝説! 女ひとすじ友禅模様!   | 本田英郎           | 宮越澄   | 蜷川有紀（青花）、佐藤京一（宗助）、山口奈美（おこん）、戸塚孝史、遠山金次郎、武井三二、泉好太郎、和田昌也、江原政一、美松艶子、波多野博、疋田泰盛 東映京都俳優養成所 安井昌二（京右衛門）                                                                                  |
| 第3話  | 1985年10月29日 | 真珠の女・青い海が泣いてます!     | 石川孝人           | 田中徳三 | 結城しのぶ（おさよ）、本郷直樹（幸吉）、川合伸旺（結城甚内）、和崎俊哉（伝兵衛）、唐沢民賢（横田将監）、笹木俊志、三田篤子、森源太郎、藤沢徹夫、小坂和之、白井滋郎、志茂山高也、壬生新太郎、森山陽介、前川恵美子、清家三彦、内藤康夫 東映京都俳優養成所                     |
| 第4話  | 1985年11月5日  | 匕首殺人・芸者小照の天国に結ぶ恋! | 土橋成男           | 井沢雅彦 | 三浦布美子（小照）、河原崎建三（三次）、戸浦六宏（源蔵）、内田勝正（秋山九兵衛）、志織満助、小峰隆司、五十嵐義弘、宮城幸生、星野絵美子、依田美加、三田篤子、稲泉智万、森源太郎 東映京都俳優養成所                                                                           |
| 第5話  | 1985年11月12日 | 女豹秘話・浪花女の啖呵が冴えた!   | 飛鳥ひろし         | 井沢雅彦 | 風間舞子（お梶）、小松方正（柳田主馬）、田中浩（島兵衛）、大竹修造（新吉）、藤木聖子（お浦）、疋田泰盛、木谷邦臣、峰蘭太郎、三田篤子、島田秀雄、三星東美、山田良樹、妹尾友信、大月正太郎、石丸勝也、窪田弘和 東映京都俳優養成所                                             |
| 第6話  | 1985年11月19日 | 夜の美女軍団!"死んで貰います"     | 小川英、胡桃哲     | 松尾昭典 | 園みどり（お紺）、今井健二（文三）、湖条千秋（お島）、山内絵美子（お銀）、影山仁美（おさわ）、伊達三郎（虎五郎）、千うらら、寺下貞信、田中弘史、牧れい、松本啓子、三田篤子、原麻理子、桂川京子、徳永まゆみ、波多野博、峰蘭太郎、島田秀雄、遠山金次郎、諏訪裕子、浅田祐二    |
| 第7話  | 1985年11月26日 | 女講釈師・双肌脱いだ妖艶舞台!     | 高木謙             | 松尾昭典 | 神田紅（紅梅）、青山良彦（犬神甚三郎）、黒部進（九兵衛）、川村真樹、三田篤子、下川久美子、有島淳平、頼成裕理子、稲垣陽子、紅かおる、原田和彦、宮崎博、桂登志子、田中喜代美、山田良樹、壬生新太郎、高谷舜二 東映京都俳優養成所                                               |
| 第8話  | 1985年12月3日  | 女渡世人・男勝りが玉に疵!         | 石川孝人           | 宮越澄   | 山本みどり（石松）、宮内洋（矢吹真之介）、御木本伸介（長兵衛）、江幡高志（源造）、井原千寿子、三田篤子、藤沢徹夫、宮城幸生、白井滋郎、平河正雄、藤長照夫、細川純一、東孝、加藤照男 東映京都俳優養成所                                                                       |
| 第9話  | 1985年12月10日 | 夕顔の女・炎のような愛でした!     | 土橋成男           | 宮越澄   | 高倉美貴（茜）、中山昭二（尾島玄沢）、高城淳一（五郎蔵）、日向明子（お紋）、江角英明（桜庭主膳）、伊庭剛、池田謙治、三田篤子、高並力、山庄司安史、山田良樹、渥美博士 東映京都俳優養成所 今福将雄（惣兵衛）                                                                  |
| 第10話 | 1985年12月17日 | 愛のお葬式・私は無実です!         | 飛鳥ひろし         | 井沢雅彦 | 伊藤真奈美（お新）、菅貫太郎（吉左衛門）、朝比奈順子（お艶）、中田博久、中島俊一、荒木雅子、原田千枝子、三浦徳子、新橋伸介、小峰隆司、大月正太郎、藤本洋子、川辺俊行、白井滋郎、上野秀年 東映京都俳優養成所                                                                 |
| 第11話 | 1986年1月7日   | 女の斗い・守ってみせます晴舞台!   | 石川孝人           | 田中徳三 | 柏原芳恵（お京）、石橋雅史（加納新兵衛）、岩尾正隆（辰五郎）、山口奈美（おとき）、北見唯一（吾平）、三田篤子、中村綿司、徳永まゆみ、池田謙治、平河正雄、小坂和之、疋田泰盛、壱岐愛香、酒井雅代、浜田隆広、藤間紋藏（舞踊振付） 東映京都俳優養成所                           |
| 第12話 | 1986年1月14日  | 冬の女絶唱・君死にたまうこと勿れ! | 小川英、胡桃哲     | 宮越澄   | 原田大二郎（神保平四郎）、丸山秀美（お葉）、深江章喜（鳴海屋）、北条清嗣（児島文之進）、西田良、三田篤子、津田繁、森源太郎、和田昌也、島田秀雄、司裕介、小谷浩三、浅井誠、石井洋充 東映京都俳優養成所                                                                       |
| 第13話 | 1986年1月21日  | 長崎から来た麗人・不知火太夫!     | 志村正浩           | 田中徳三 | 高汐巴（宝塚歌劇団）（高林縫）、梅津栄（源蔵）、長尾深雪（おつね）、坂口徹郎、加藤由美、きくち英一、重久剛一、三田篤子、楠年明、藤沢徹夫、波多野博、小峰隆司、志茂山高也、入江武敏、川勝誠、花柳陽要、藤間紋藏（舞踊振付） 東映京都俳優養成所                               |
| 第14話 | 1986年1月28日  | 魔の砂丘・越後三味線の女IV        | 山田隆之           | 宮越澄   | 松山容子（おもん）、汐路章（源蔵）、泉晶子（お吉）、小田部通麿（十太夫）、木田三千雄（市兵衛）、原口剛（井上河内守）、有川正治、三田篤子、大原きぬ恵、渥美博、木谷邦臣、宮城幸生、細川純一、小船秋夫、稲葉浩子、泉好太郎、森山陽介、福中勢至郎、畑中伶一 東映京都俳優養成所 |
| 第15話 | 1986年2月4日   | 二人の男に愛された女!             | 石川孝人           | 居川靖彦 | 平淑恵（おくみ）、佐藤仁哉（内海弥四郎）、高野真二（甚兵衛）、片岡あや子（おせい）、吉田豊明（伊助）、水上保広、三田篤子、福本清三、宮城幸生、奔田陵、西山清孝、平河正雄、有島淳平、富永佳代子、島田秀雄、山口かおり 東映京都俳優養成所                                     |
| 第16話 | 1986年2月11日  | 肝っ玉一代女!                     | 山田隆之           | 居川靖彦 | 三浦リカ（おひょう）、船戸順（嵐清十郎）、桜田千枝子（お美輪）、三田篤子、新橋伸介、矢部義章、志茂山高也、鈴川法子、頼成裕子、三星東美、川辺俊行、山口まゆみ、石井洋充、浅井誠、浜田隆広 東映京都俳優養成所                                                                 |
| 第17話 | 1986年2月18日  | おんな花火師!                     | 高木謙             | 山下耕作 | 小林かおり（お夏）、藤岡重慶（元右衛門）、大場順（吉兵衛）、原田千枝子（お蓮）、河合絃司（弥平）、三田篤子、真鍋美保、川浪公次郎、江原政一、内藤康夫、大月正太郎、有島淳平、森源太郎 東映京都俳優養成所                                                                     |
| 第18話 | 1986年2月25日  | 女ごころ!                         | 山田隆之           | 山下耕作 | 芦川よしみ（志ま乃）、武藤英司（甚左衛門）、遠藤征慈（源兵衛）、大竹修造（宇之吉）、野川愛（お旬）、山本一郎、三田篤子、疋田泰盛、武井三二、浅井誠、藤枝政己、北村明男、永田登志雄、稲泉智万 東映京都俳優養成所                                                             |
| 第19話 | 1986年3月4日   | 悪夢を拾った女!                   | 土橋成男           | 松尾昭典 | 星由里子（お絹）、中島ゆたか（早田志乃）、浜田晃（藤蔵）、湖条千秋（お銀）、桂川冬子、三田篤子、木谷邦臣、蓑和田良太、波多野博、藤沢徹夫、司裕介、遠山金次郎、泉好太郎、大月正太郎、谷口孝人、小川純一郎、奥村良和 東映京都俳優養成所                                       |
| 第20話 | 1986年3月18日  | 美人園遊会!                       | 山田隆之           | 松尾昭典 | 北林早苗（真紀）、中島葵（お美代の方）、徳田興人（稲荷小路良扇）、河野美地子、貴倉良子、三田篤子、川村一代、中村綿司、三笠敬子、小柳圭子、大島宇三郎、中嶋俊一、森源太郎、疋田泰盛、山田永二、菅谷裕之 東映京都俳優養成所 内藤武敏（中野石翁）                              |
| 第21話 | 1986年3月25日  | 継母の愛!                         | 本田英郎           | 山下耕作 | 黒田福美（おこん）、鈴鹿景子（お才）、本郷直樹（常吉）、黒部進（長兵衛）、長谷川弘、三田篤子、森秀人、笹木俊志、山口若菜、有島淳平、小峰隆司、坂本良、宮崎博、浅田祐二、内藤康夫 東映京都俳優養成所                                                                         |
| 第22話 | 1986年4月8日   | 夜の美女軍団II 決闘編             | 小川英、胡桃哲     | 居川靖彦 | 園みどり（お紺）、松居一代（お吉）、久保明（大田黒備前）、中田博久（内山源三郎）、立花令子、丘祐子、沢亜紀、土師智子、山口かおり、泉好太郎、藤沢徹夫、森源太郎、宮城幸生、星野美恵子、白井滋郎、西山清孝、川村晃一 東映京都俳優養成所                                       |
| 第23話 | 1986年4月15日  | さらば愛しき夫よ!                 | 本田英郎           | 居川靖彦 | 森マリア（とき）、佐川満男（庄作）、水原まき（お高）、内田勝正（長五郎）、山本昌平（森川重之）、岩尾正隆、津山栄一、中村錦司、高並功、吉沢梨絵、小坂和之、細川純一、大矢敬典、畑中伶一 東映京都俳優養成所                                                                   |
| 第24話 | 1986年4月29日  | 女能面殺人事件!                   | 山田隆之           | 井沢雅彦 | 佐藤万理（お信）、山口奈美（正代）、有川博（盛次郎）、原口剛（万次郎）、出水憲司（秀）、有島淳平、平河正雄、疋田泰盛、畑中伶一、内田哲平、小西剛、原田和彦、富永佳代子、太田かずよ、鈴川法子、田辺ひとみ、鈴木真由美、稲泉智万 東映京都俳優養成所                           |
| 第25話 | 1986年5月6日   | 嘘でもいいから愛していたい!       | 飛鳥ひろし         | 山下耕作 | 二宮さよ子（お篠）、誠直也（勘次）、睦五朗（仁兵衛）、衣麻遼子（お梅）、有川正治、勝野賢三、小峰隆司、藤長照夫、山田良樹、峰蘭太郎、宮崎博、石井洋充、浅井誠 東映京都俳優養成所                                                                                             |
| 第26話 | 1986年5月13日  | 愛を知らない女の愛!               | 小川英、山田貴美子 | 山下耕作 | 岡本舞（おまき）、浜田晃（参吉）、広瀬義宣（政七）、水上保広（清六）、森下祐巳子、池田謙治、浜伸二、矢部義章、遠山金次郎、和田昌也、志茂山高也、美松艶子、小川智子、田中直哉 東映京都俳優養成所                                                                             |
| 第27話 | 1986年5月20日  | 神馬に乗った巫女!                 | 山田隆之           | 宮越澄   | 小野さやか（お佐久）、菅貫太郎（高浜外記）、長尾深雪（お蔦）、溝田繁、石黒丈喜、大木晤郎、八木隆、国田栄弥、藤沢徹夫、春藤真澄、石井洋充、小坂和之、川勝誠、長美佐緒、大月正太郎 東映京都俳優養成所                                                                         |
| 第28話 | 1986年5月27日  | よつやこふてらの女!               | 土橋成男           | 宮越澄   | 栗田陽子（お冴）、今井健二（藤五郎）、木村弓美（お浪）、高木二朗（中塚源太夫）、内田喜郎（新吉）、きくち英一、幸田宗丸、吉中六、桂川京子、武井三二、小船秋夫、橋本和博、浅田祐二、井下理恵、上野秀年 東映京都俳優養成所                                                     |
| 第29話 | 1986年6月10日  | 男嫌いの芸者が惚れた!             | 本田英郎           | 田中徳三 | 富田晃代（小春）、深江章喜（助右衛門）、朝比奈順子（お定）、伊庭剛（三次）、大原きぬ恵（お染）、入江慎也、白川浩二郎、重久剛一、鈴木真由美、前川恵美子、富永佳代子、福本清三、高見裕二、今出隆広 東映京都俳優養成所                                                         |
| 第30話 | 1986年6月17日  | 負けるが勝ち?!の金さん            | 小川英、胡桃哲     | 田中徳三 | 成田三樹夫（大黒屋吉兵衛）、川崎公明（望月新之助）、原田千枝子（お仙）、堀田真三（郡司一平太）、森下祐美子（お君）、波多野博、笹本俊志、平河正雄、西山清孝、杉山幸晴、谷口孝史、坂口弘樹、渡辺拓史、岡雄大、森敏光 東映京都俳優養成所                                       |
| 第31話 | 1986年6月24日  | 暗黒街の女!                       | 土橋成男           | 井沢雅彦 | 目黒祐樹（政吉）、和崎俊哉（伊蔵）、日向明子（お京）、宮口二郎（儀十）、五味龍太郎（河津源十郎）、倉田健、森源太郎、波多野博、島田秀雄、壬生新太郎、井上昭、杉山幸晴、藤坂有希、山田良樹 東映京都俳優養成所                                                                 |
| 第32話 | 1986年7月1日   | 母の死の謎!                       | 高木謙             | 居川靖彦 | 大場久美子（川島妙）、内田稔（川島弥兵衛）、北原義郎（奥田郡太夫）、近藤宏（富五郎）、一柳みる（〆香）、峰蘭太郎、新橋伸介、小柳圭子、有島淳平、司裕介、壬生新太郎、森源太郎、藤沢徹夫、志茂山高也、大矢敬典、浜田隆広、若林沙代子 東映京都俳優養成所                       |
| 第33話 | 1986年7月8日   | 男ひとり・流れのままに!           | 土橋成男           | 居川靖彦 | 五木ひろし（新三郎）、立枝歩（おみつ）、三浦真弓（お紋）、田中浩（源蔵）、小林勝彦（重四郎）、黒部進（仁兵衛）、三輪隆司、木谷邦臣、福本清三、森山陽介、村上理子、青木みどり、飯森きよみ、杉本佳穂、美松艶子、松井丈士、床尾賢一、石井洋充 東映京都俳優養成所               |
| 第34話 | 1986年7月15日  | 越後三味線の女V・暗殺篇           | 山田隆之           | 松尾昭典 | 松山容子（おもん）、藤岡重慶（島五郎）、藤江リカ（お柳）、伊沢一郎（松野越前守）、小沢象（鷹場甲斐守）、西田良（勝造）、矢部義章、白井滋郎、岩戸隼人、大月正太郎、山田永二、藤長照夫 東映京都俳優養成所                                                                     |
| 第35話 | 1986年7月22日  | 女賞金稼ぎ・陽炎のお仙!           | 志村正浩           | 松尾昭典 | 山本みどり（お仙）、高野真二（丸徳源右衛門）、弓恵子（お国）、森章二（猪之吉）、志乃原良子（お里）、近江輝子、木谷邦臣、田中弘史、小坂和之、疋田泰盛、西山清孝、小船秋夫、諏訪裕子、福中勢至郎、竹内紀子、川上茜 東映京都俳優養成所                                         |
| 第36話 | 1986年7月29日  | 惚れられたのが地獄だった!         | 飛鳥ひろし         | 山下耕作 | 大山克巳（茂呂喜平次）、橘ゆかり（朱実）、北町嘉朗（馬場左近将監）、岩尾正隆（岩松）、三崎奈美（おとく）、土井健守（テツ）、丘路千、小峰隆司、池田謙治、平河正雄、高見裕二、上野秀年 東映京都俳優養成所                                                                     |
| 第37話 | 1986年8月5日   | 黒猫のお銀・恋を斬る!             | 高木謙             | 山下耕作 | 三原じゅん子（黒猫のお銀）、立川三貴（河津源八）、佐野アツ子（お兼）、井原千寿子（お芳）、五味竜太郎（犬神典膳）、有川正治（胴元）、森秀人（平吉）、三星東美、春藤真澄、山下和哉、疋田泰盛、奔田陵、小坂和之 東映京都俳優養成所                                             |
| 第38話 | 1986年8月19日  | 新妻の瞳は愛と死を見つめて!       | 山田隆之           | 田中徳三 | 芦川よしみ（よし江）、鈴鹿景子（お多恵）、伊庭剛（徳三郎）、溝田繁（徳右衛門）、徳田興人、下元年世、鳴尾よね子、村上理子、藤坂有希、藤悦子、星野美恵子、村上あゆみ、小船秋夫 東映京都俳優養成所                                                                             |
| 第39話 | 1986年8月26日  | 破談を狙うガンコ親父の涙!         | 小川英、鳥海二郎   | 田中徳三 | 鈴木瑞穂（山崎喜平次）、柴田侊彦（倉田典兵衛）、片山理子（佐知）、杉欣也（山崎晋之助）、松村康世（みつ）、峰蘭太郎、橋本和博、有島淳平、波多野博、細川純一、小坂和之、石井洋充、小谷浩三、宮崎博、山田良樹、浜田隆広、松田吉博 東映京都俳優養成所                           |
| 第40話 | 1986年9月2日   | 山陰・香住に生きる女絵師!         | 志村正浩           | 宮越澄   | 風祭ゆき（浮田みづき）、宮内洋（佐川要）、南原宏治（西海屋仁兵衛）、日向明子（おぶん）、福本清三、勝野賢三、笹木俊志、小船秋夫、森源太郎、矢部義章、益田清子、前川恵美子、田辺ひとみ 東映京都俳優養成所                                                                     |
| 第41話 | 1986年9月9日   | 江戸妖婦伝!                       | 飛鳥ひろし         | 宮越澄   | 丸山秀美（おその）、山口奈美（よしの）、湖条千秋（おりん）、田中浩（若林内膳正）、滝譲二（尾崎三蔵）、原田和彦、大木晤郎、丸平峯子、近江輝子、小峰隆司、宮城幸生、武井三二、木谷邦臣、三輪隆司、藤長照夫、泉好太郎、司裕介 東映京都俳優養成所                               |
| 第42話 | 1986年9月16日  | 遠山奉行最後のお裁き!             | 小川英、胡桃哲     | 井沢雅彦 | 若林豪（桂木左馬頭）、大場順（新助）、山本ゆか里（おしの）、久富惟晴（立花右京）、長尾深雪（お紋）、外山高士（諸星備前守）、徳田興人（丁海）、笹木俊志、志茂山高也、藤沢徹夫、高たか志、淡路康、白井滋郎 東映京都俳優養成所                                                 |

## 放映ネット局
※は遅れネット
- テレビ朝日
- 北海道テレビ
- 青森放送※
- 岩手放送（現：IBC岩手放送）※
- 東日本放送
- 秋田テレビ※
- 山形放送※
- 福島放送
- 新潟総合テレビ（現：NST新潟総合テレビ）※（第1シリーズ途中まで） → 新潟テレビ21（第1シリーズ途中から）
- 北日本放送※
- 北陸放送※
- 福井放送※
- テレビ山梨※
- 信越放送※[注 49][8]
- 静岡けんみんテレビ（現：静岡朝日テレビ）
- 名古屋テレビ
- 朝日放送（現：朝日放送テレビ）
- 日本海テレビ※（月曜22:00から）
- 広島ホームテレビ
- 山口放送※（日曜22:30から）
- 四国放送※（水曜深夜から）
- 瀬戸内海放送
- 愛媛放送（現：テレビ愛媛）※（水曜10:00から）
- 高知放送※（土曜22:00から）
- 九州朝日放送
- 長崎放送※
- テレビ熊本※
- 大分放送※
- 宮崎放送※
- 鹿児島テレビ※（第1シリーズ初期のみ）→鹿児島放送（第1シリーズ途中から）
- 琉球放送※

## 再放送
- 2023年4月3日からBS松竹東急にて、月曜から金曜 8:30 - 9:30[注 50]・13:30 - 14:30に実施されている。